# Парады в Баку
В данной статье представляются все военные парады, проведённые в городе Баку с 1918 года.

## Азербайджанская Демократическая Республика

### 1919 год
Первый военный парад в Азербайджанской Демократической Республике был проведен 28 мая 1919 года в честь дня основания АДР. Парад состоялся в районе нынешнего Музейного центра.

## Азербайджанская Республика

### 1992 год
Второй парад в истории Баку и первый в истории современной Азербайджанской Республики был проведен 9 октября 1992 года. Парад был проведен на площади «Азадлыг» в честь годовщины Национальной армии АР.

### 2008 год
Очередной парад состоялся 26 июня 2008 года на площади «Азадлыг» по случаю 90-летия Национальной армии. В параде участвовали 4 500 военнослужащих, десятки видов военной техники различного типа.

### 2011 год
Третий военный парад в истории современной Азербайджанской Республики состоялся 26 июня 2011 года в честь 20-летия восстановления независимости Азербайджана. В нём участвовали около 6 000 военнослужащих. 

Парад, проведённый 26 июня 2011 года
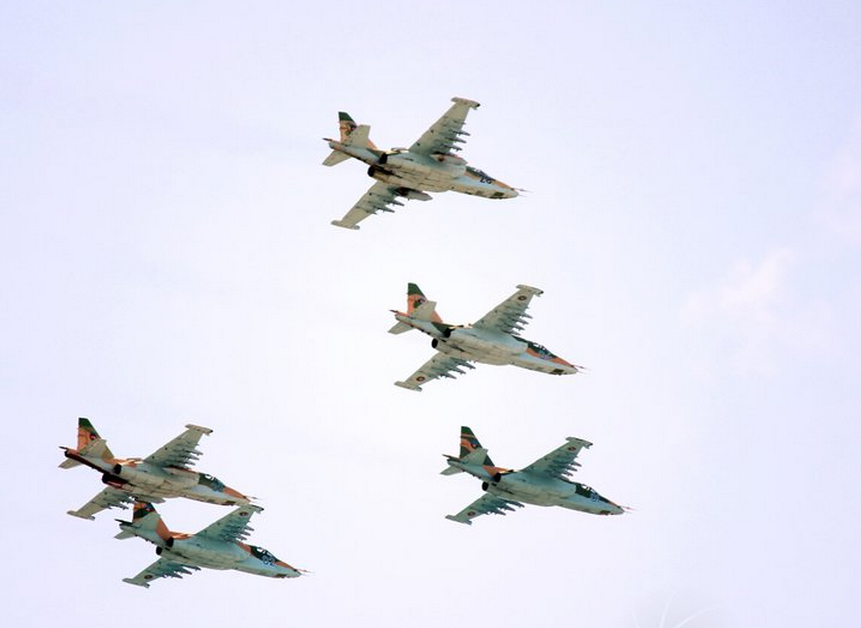
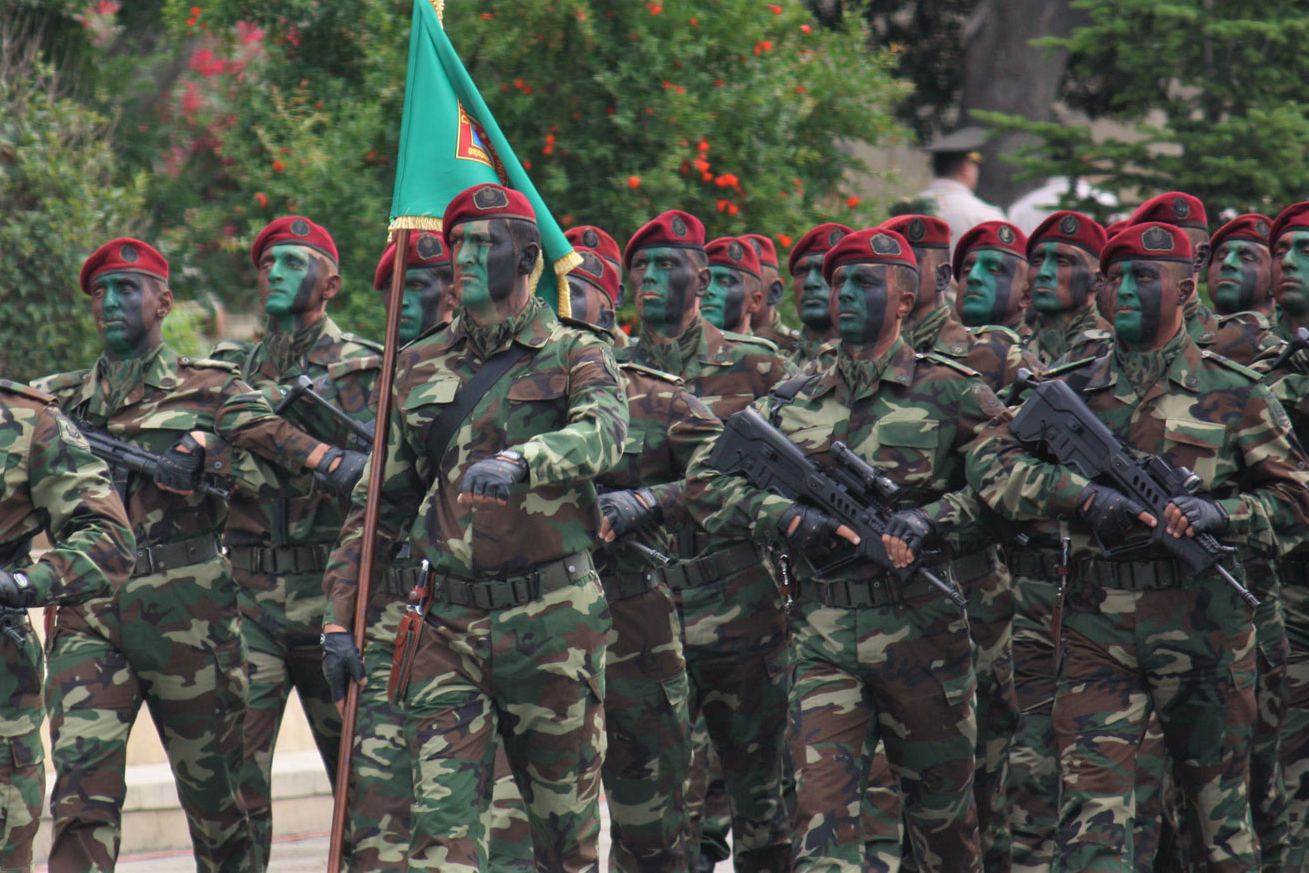
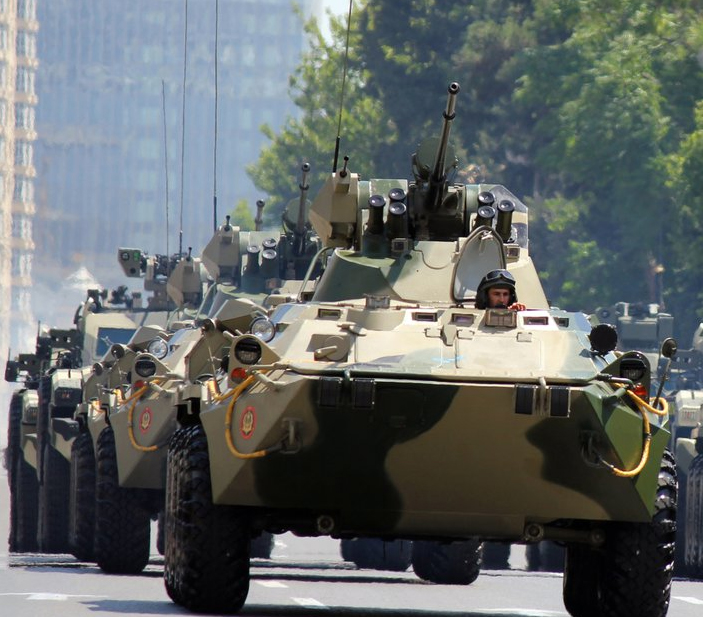
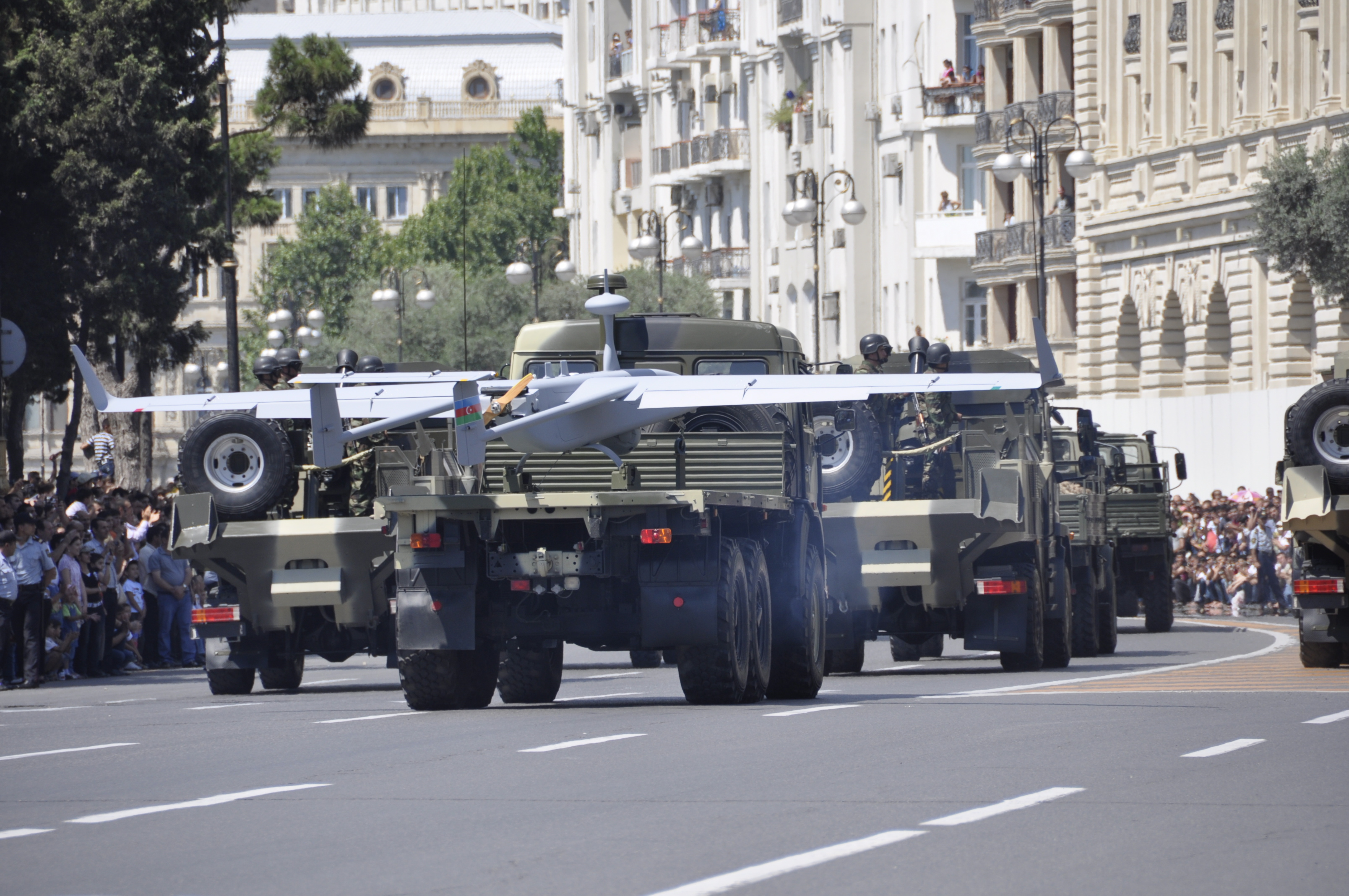
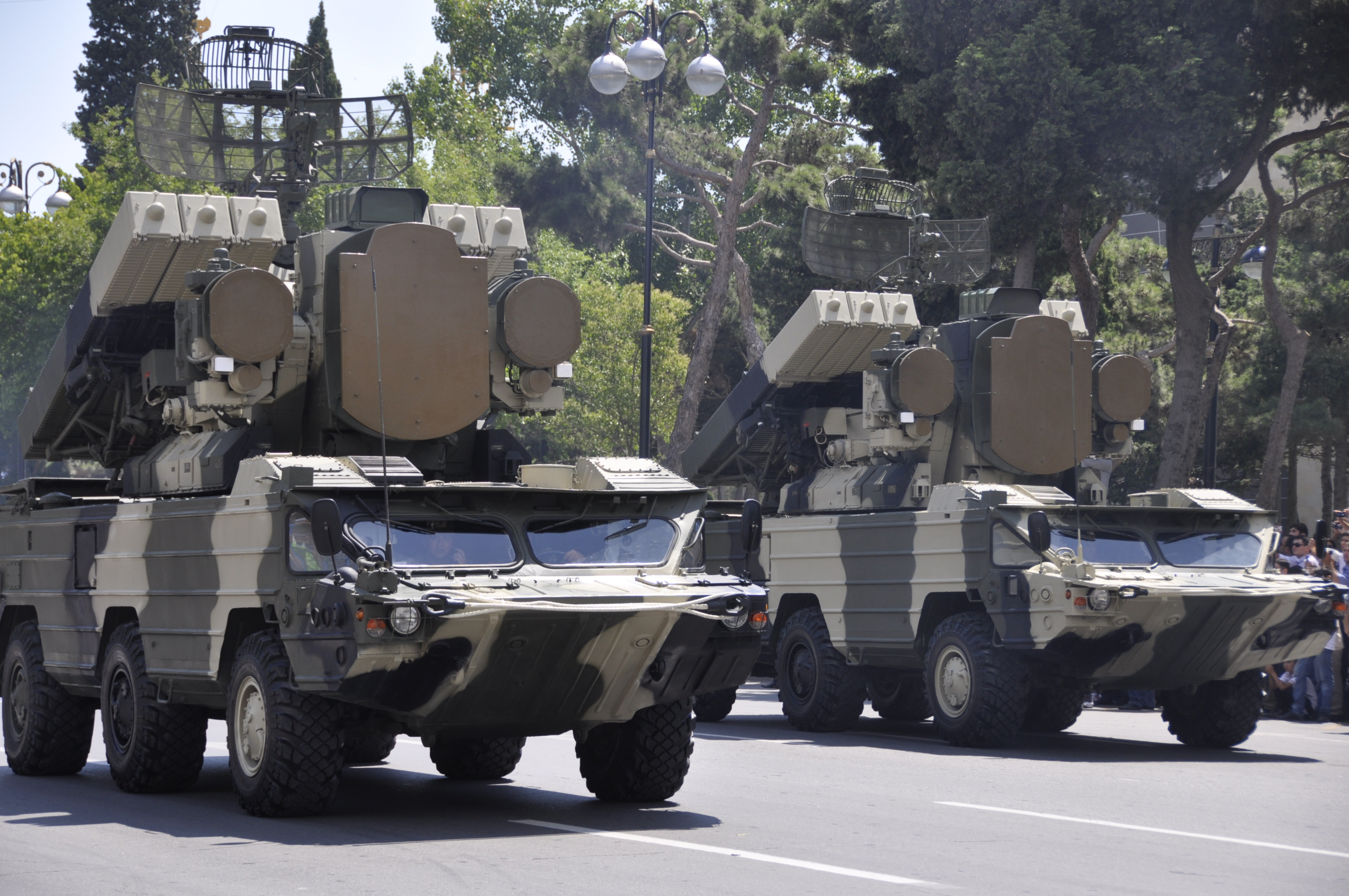
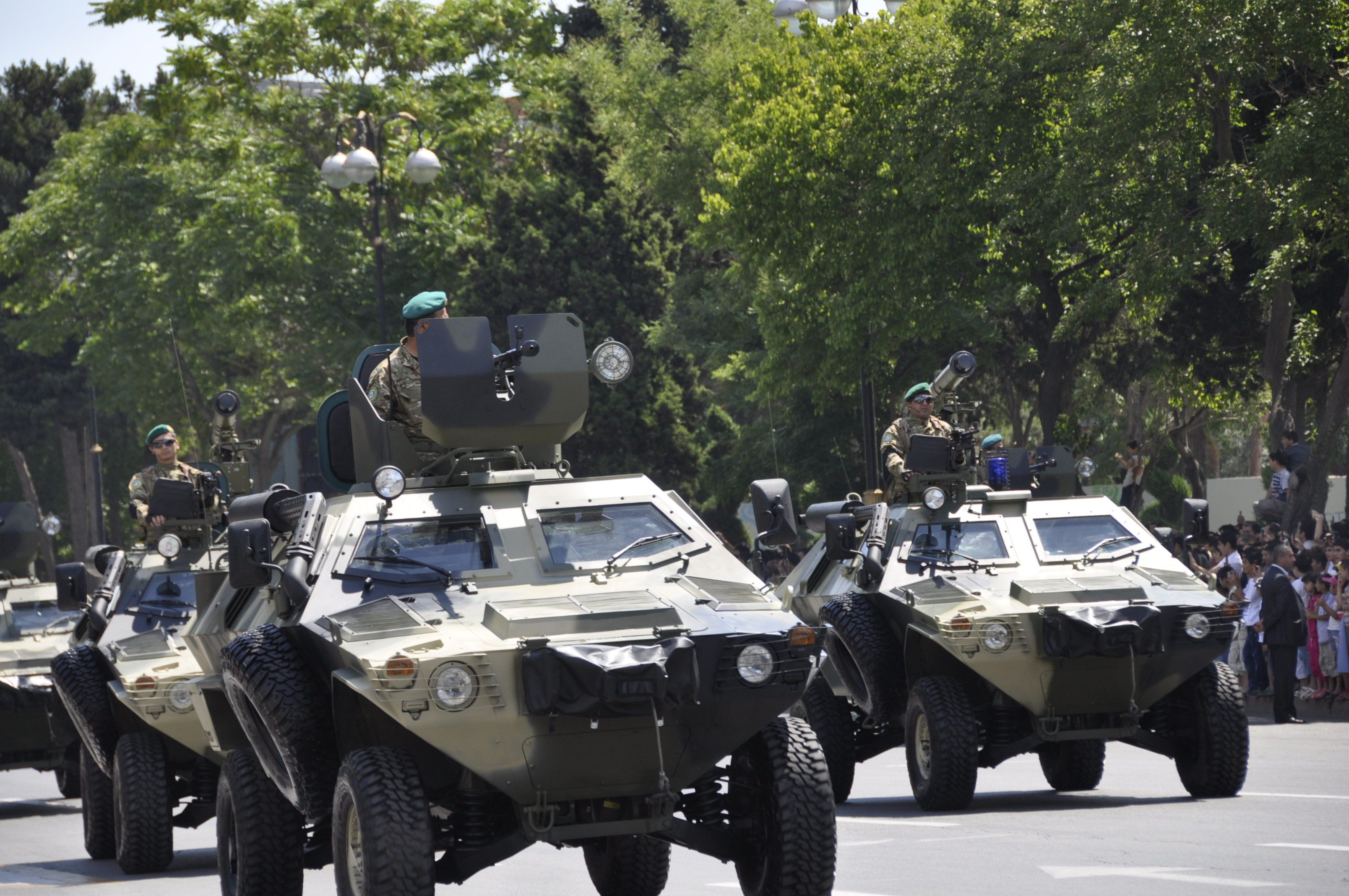
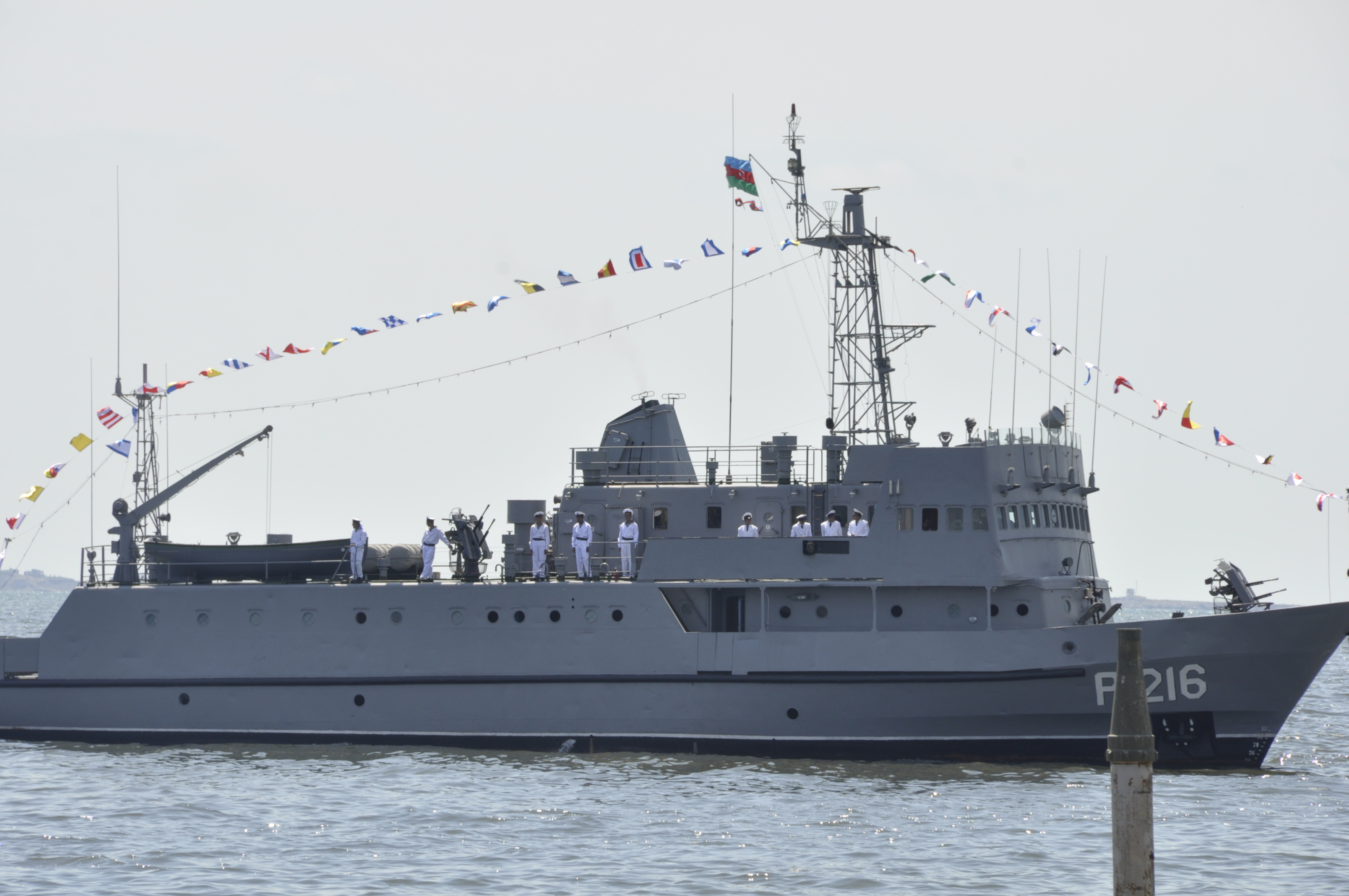
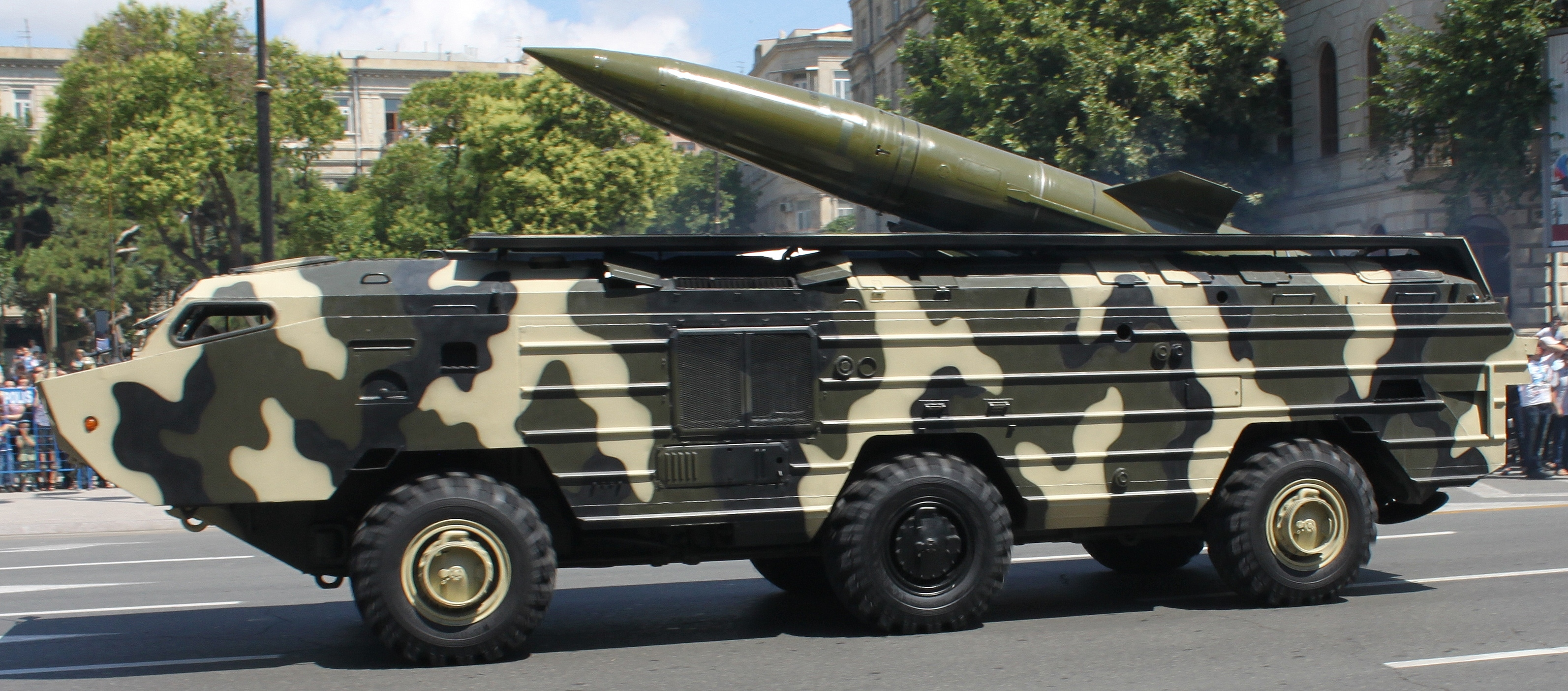
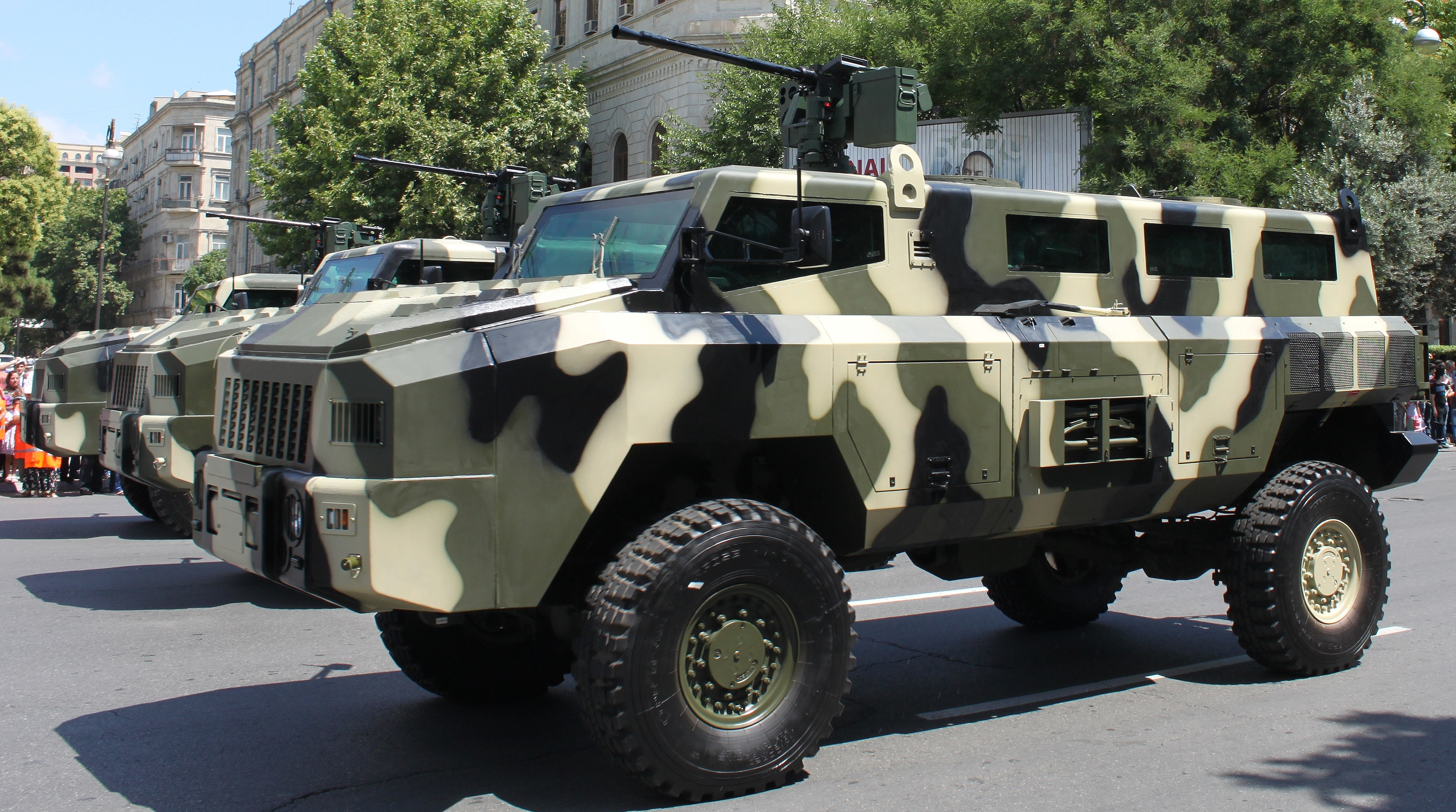
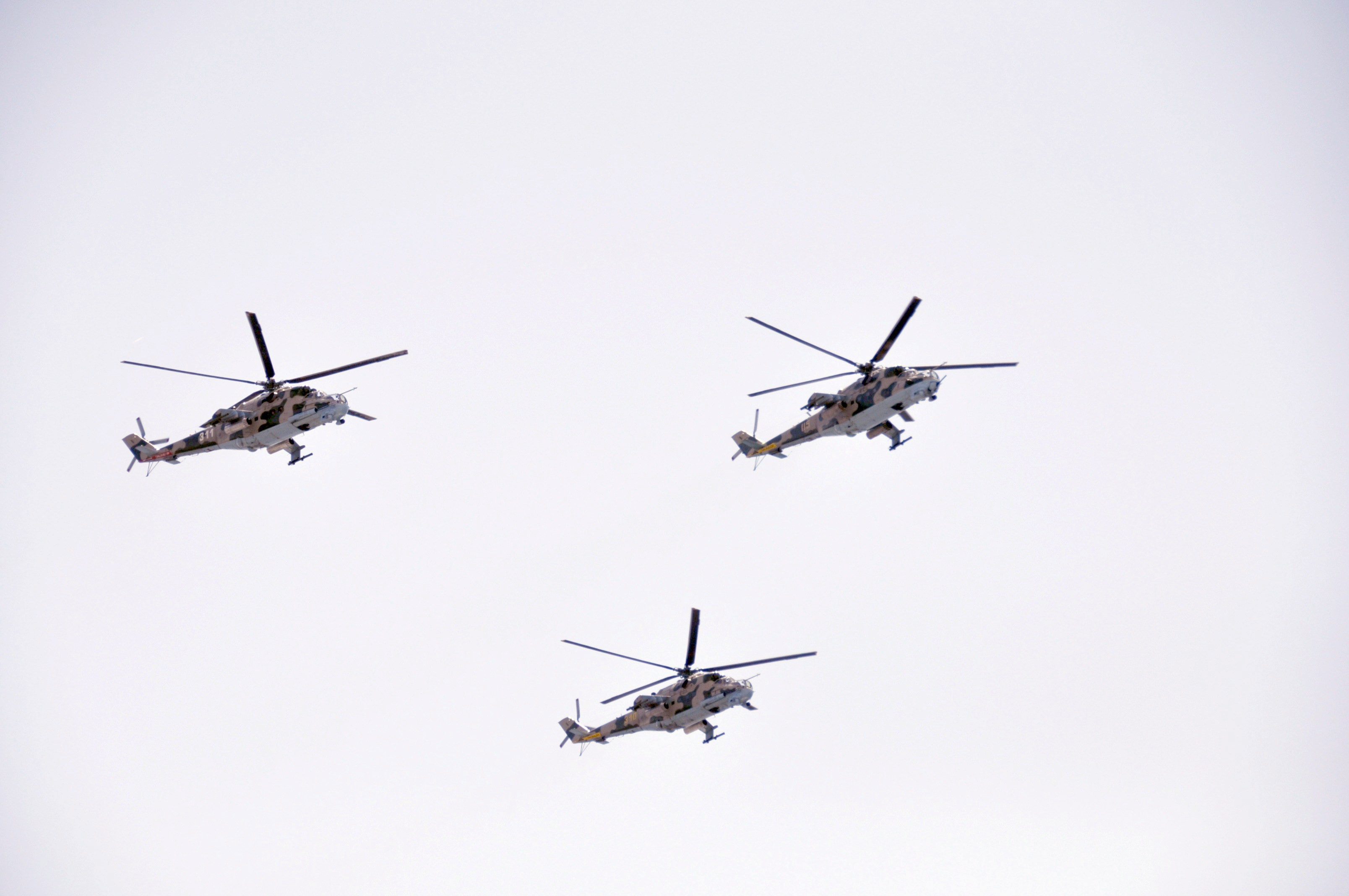

### 2013 год
26 июня 2013 года в Азербайджане по случаю 95-летия создания национальной армии был проведён четвёртый по счёту военный парад.

Парад, проведённый 26 июня 2013 года
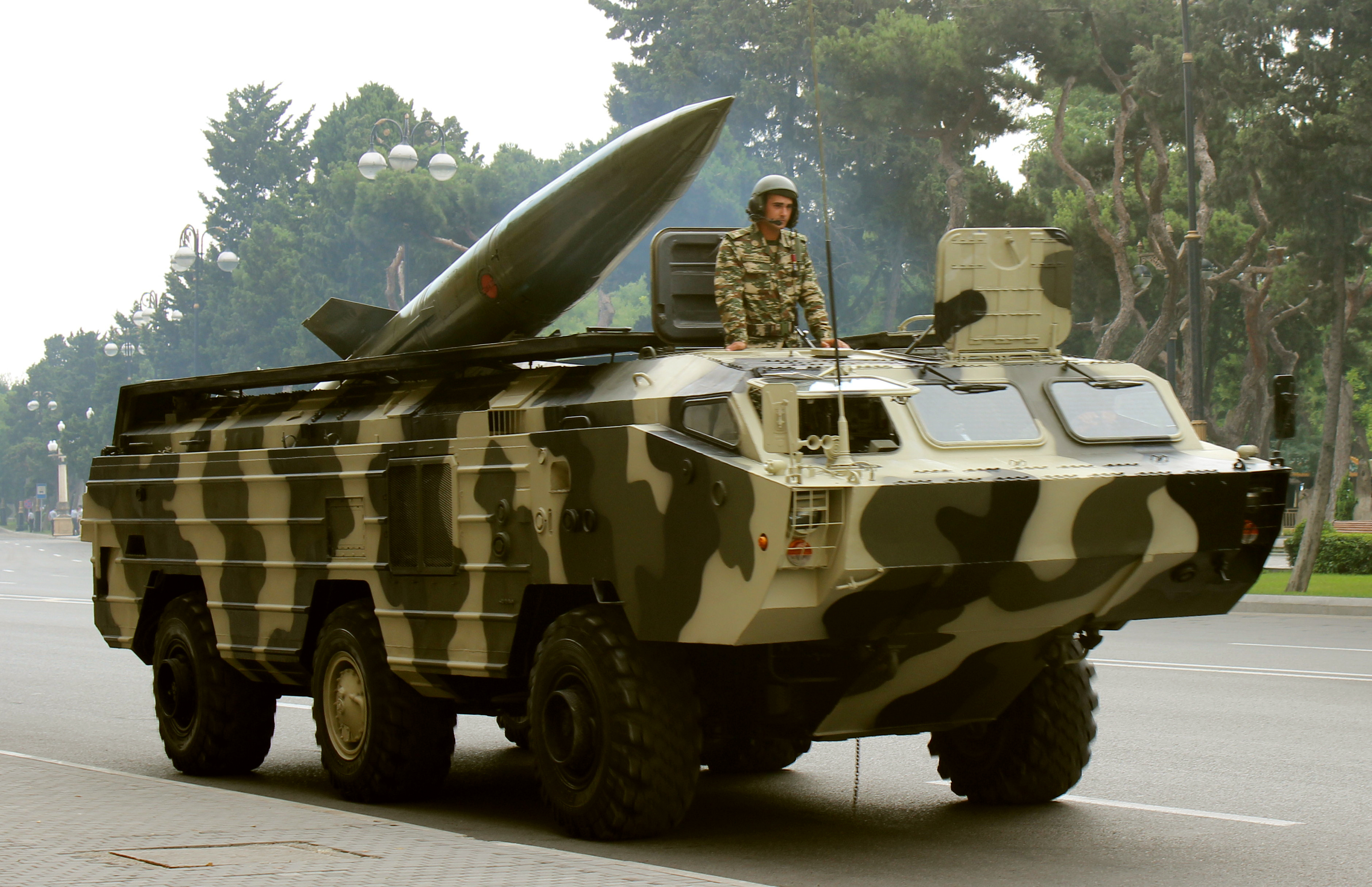
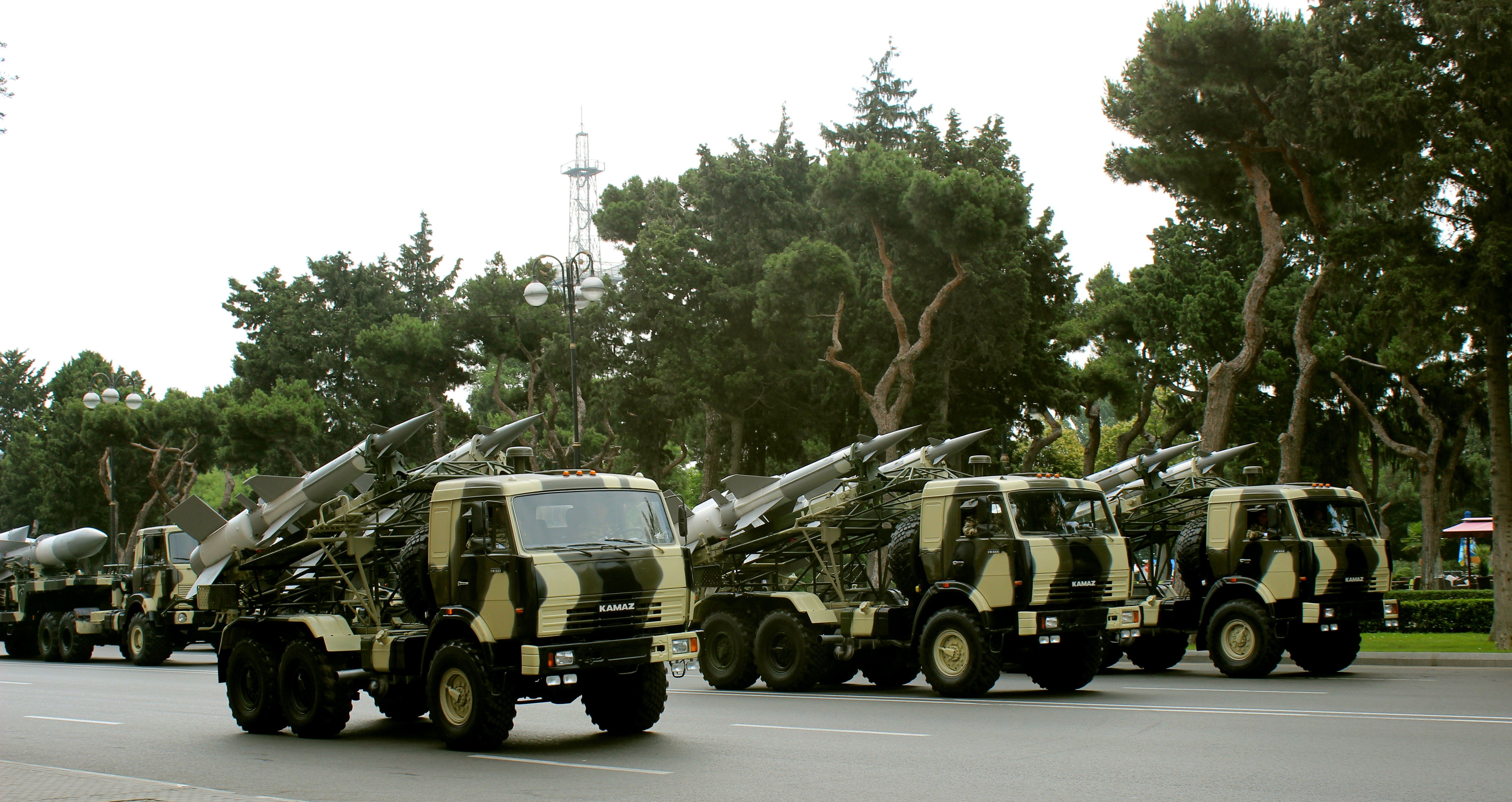
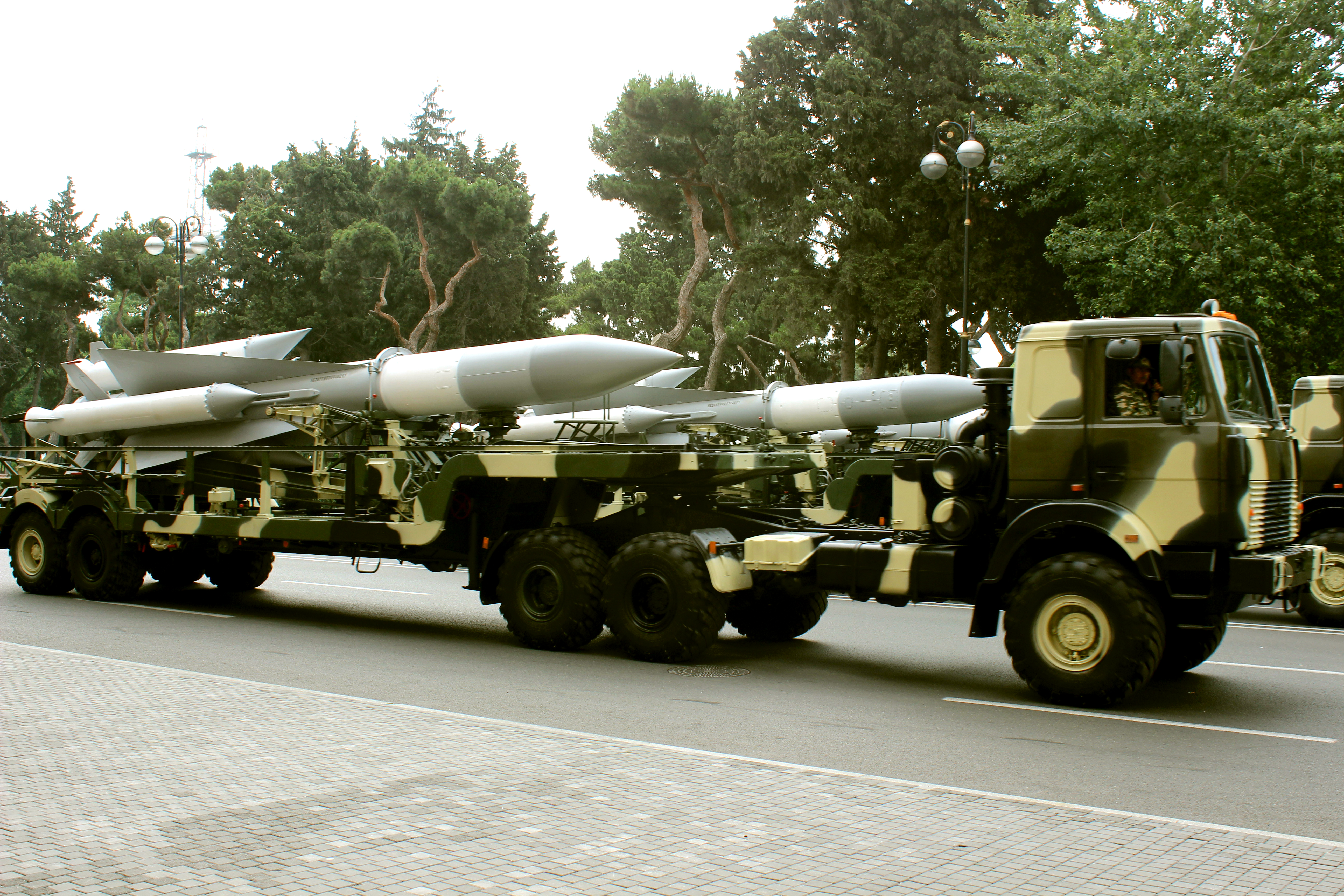
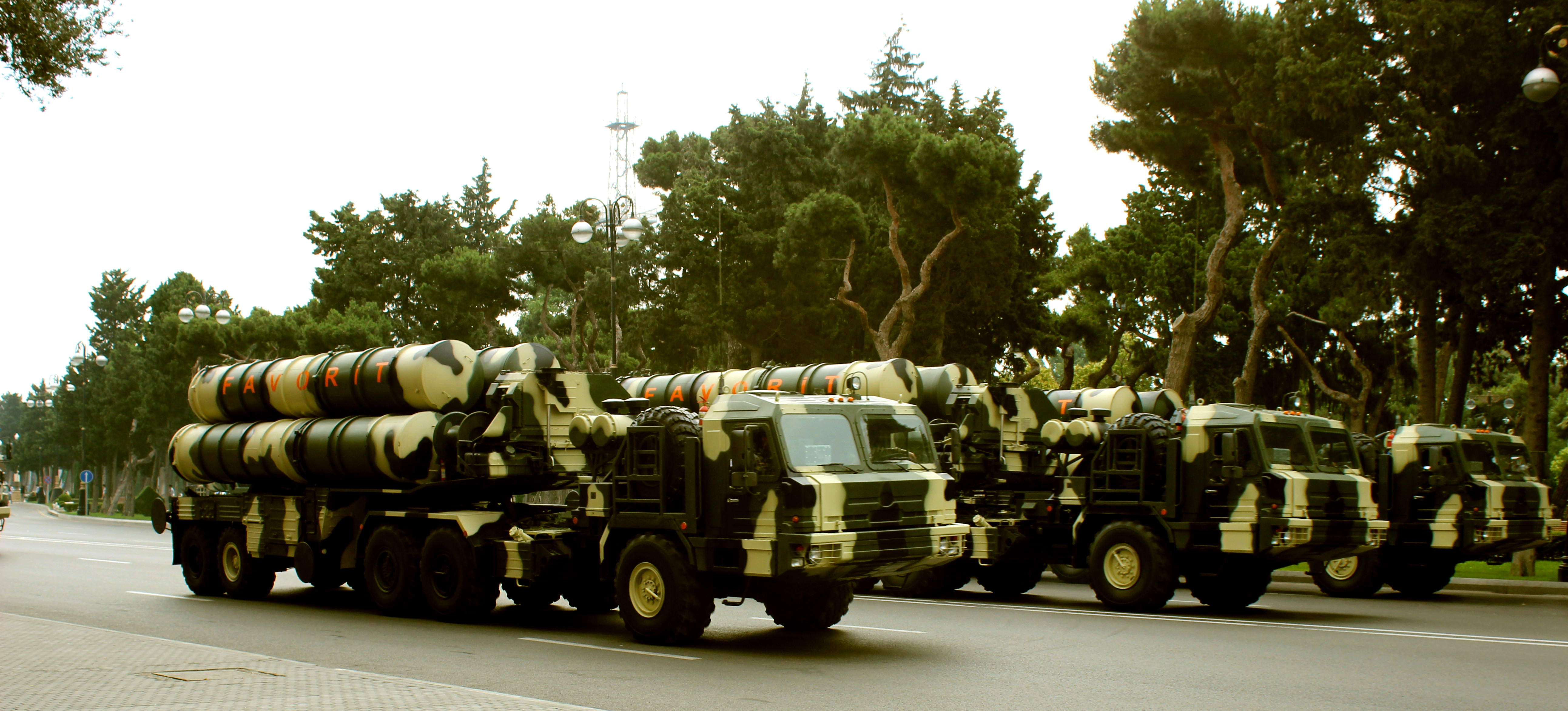
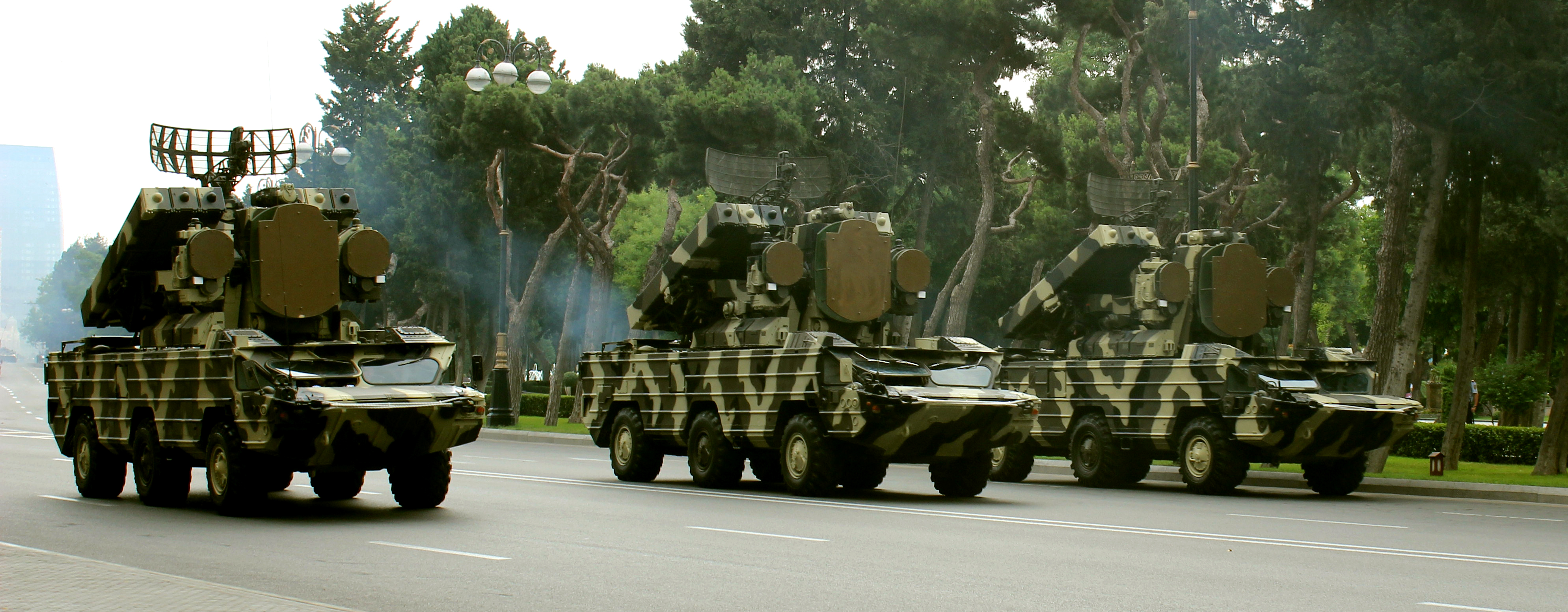
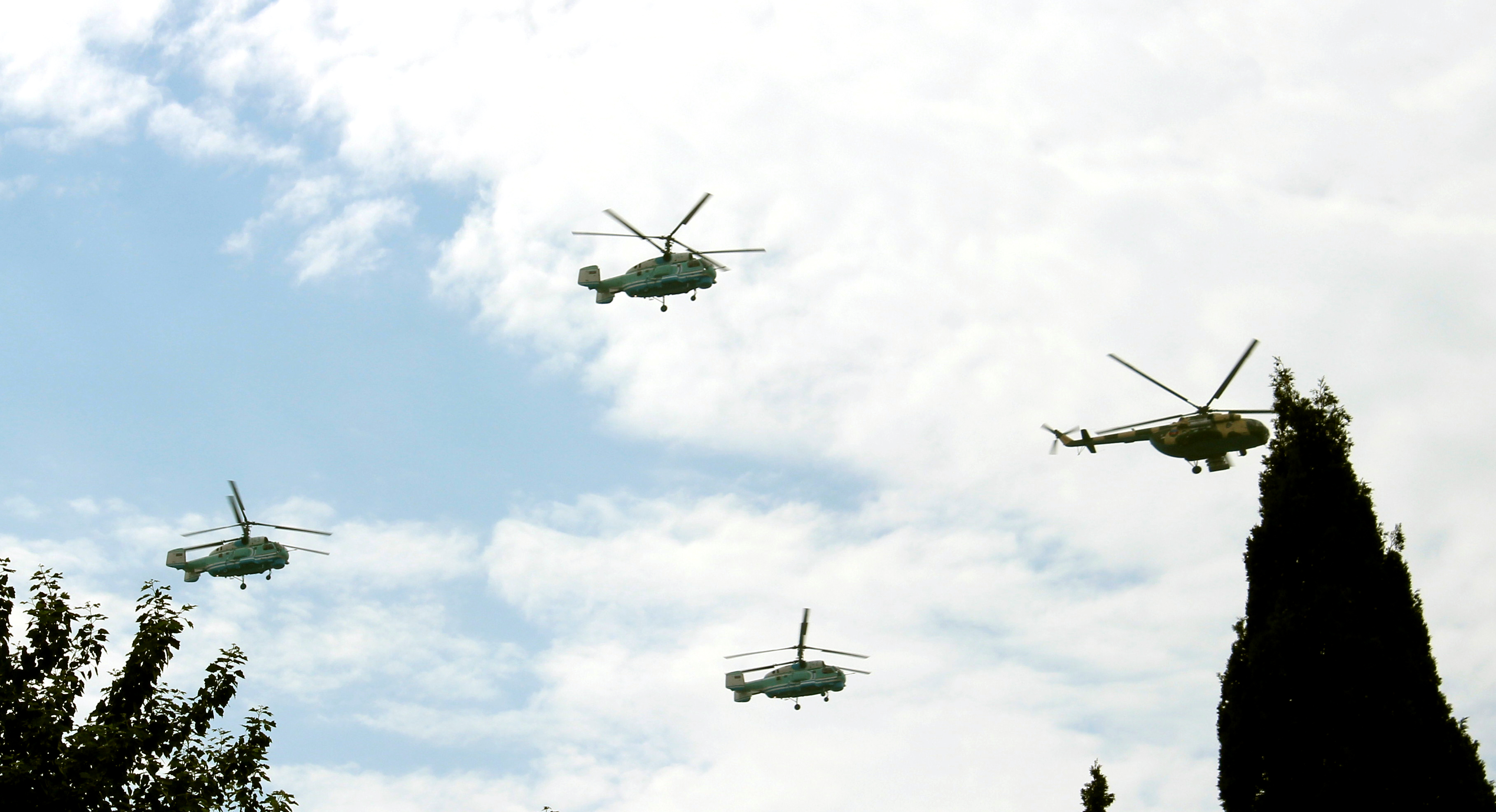
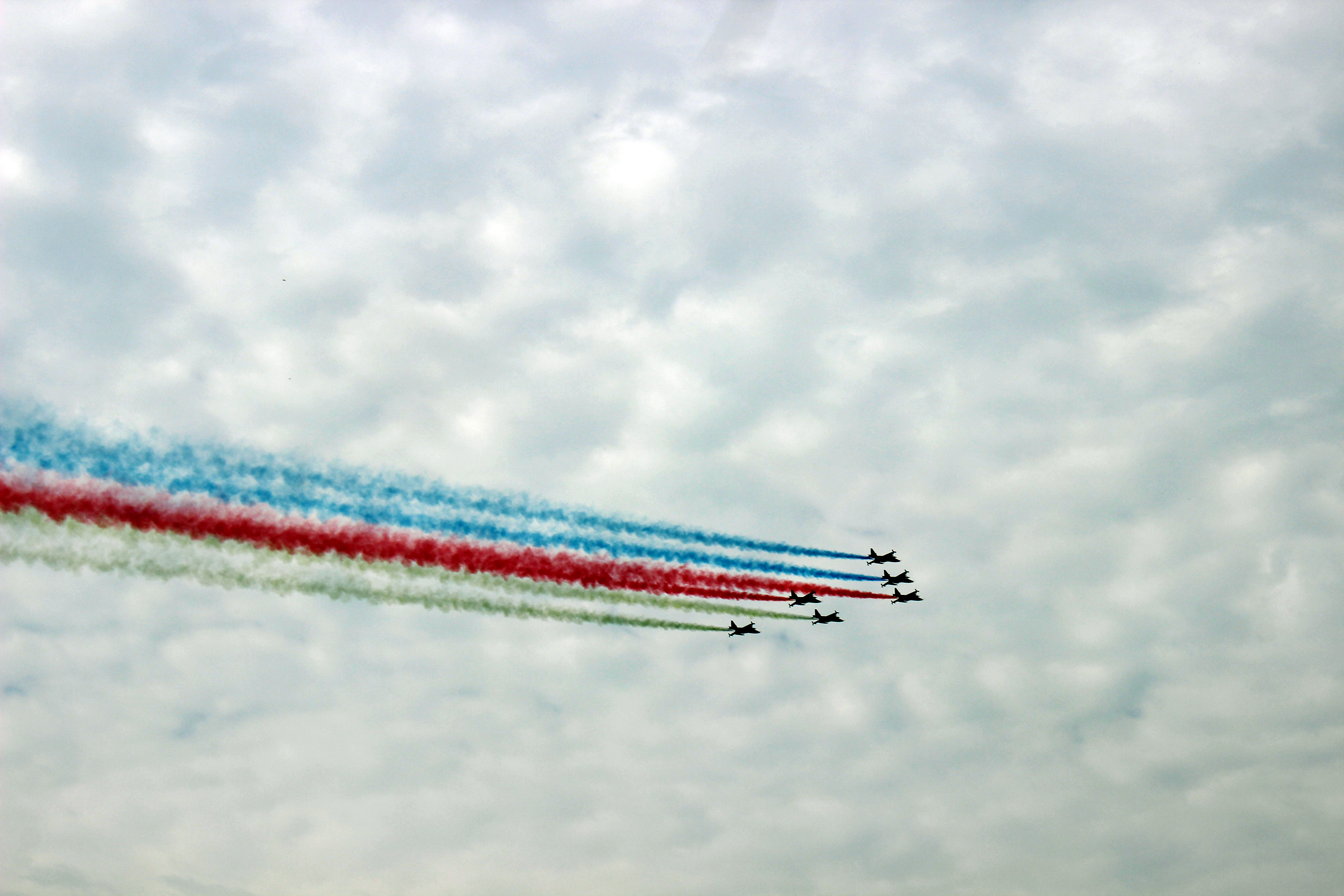
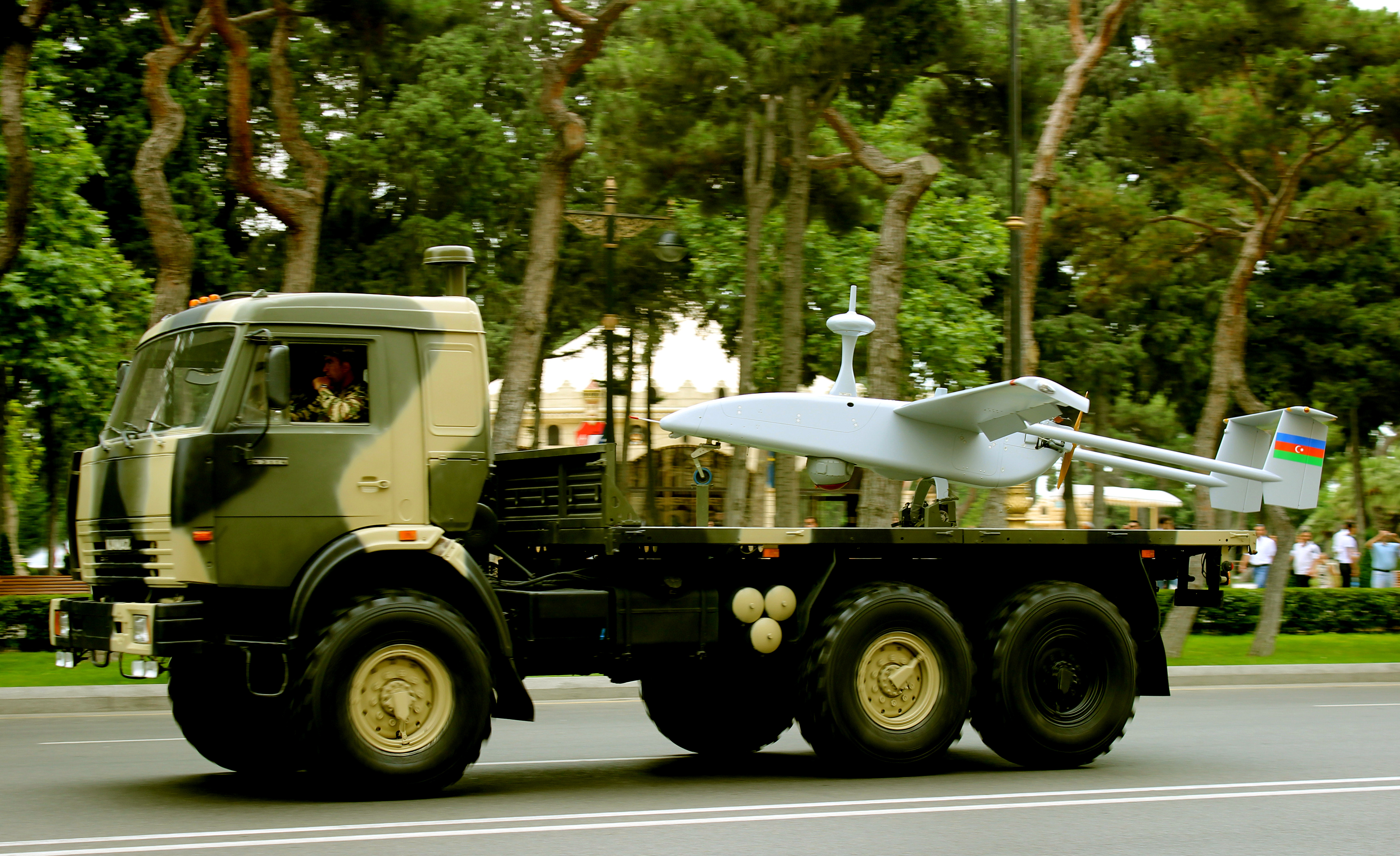
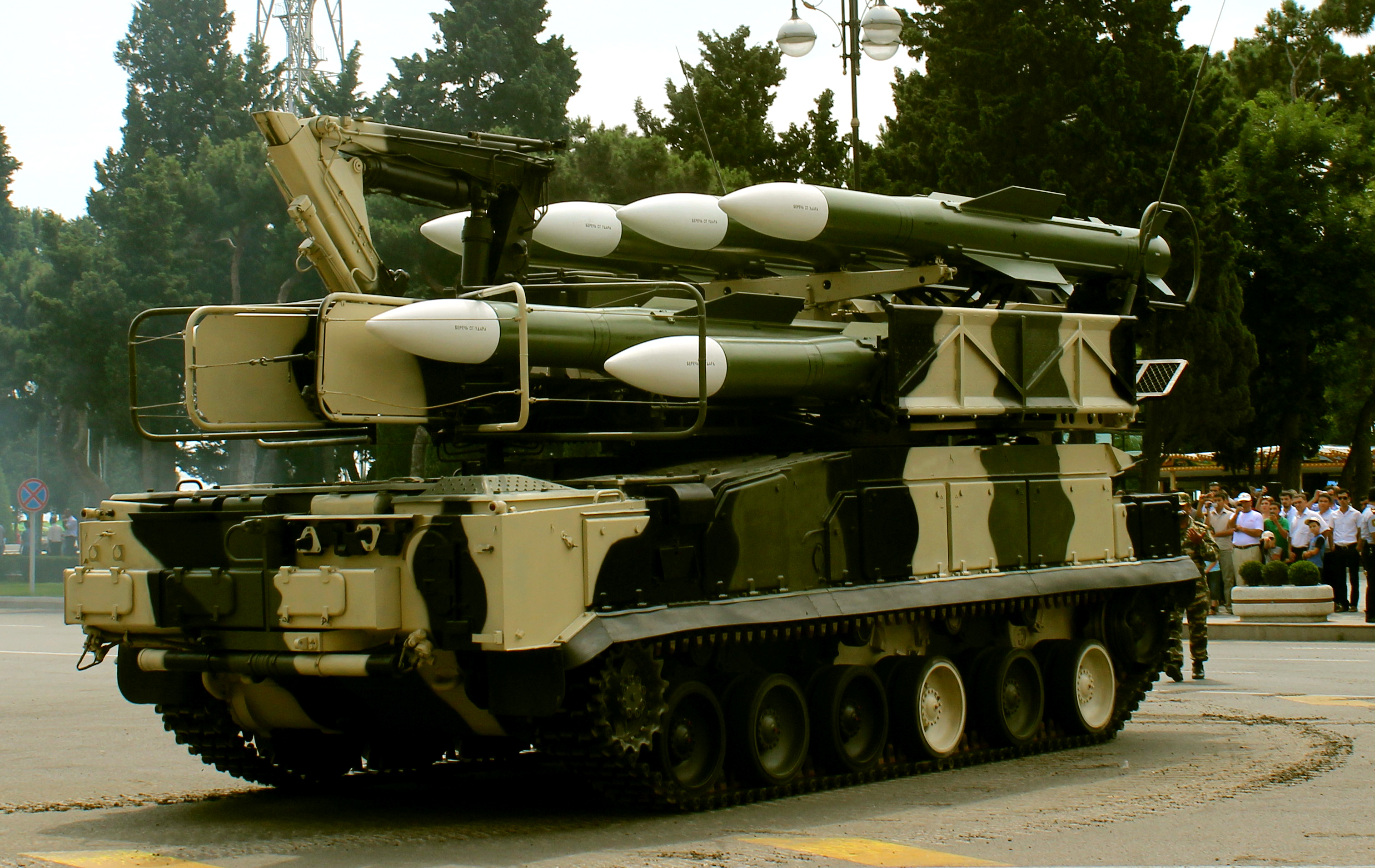
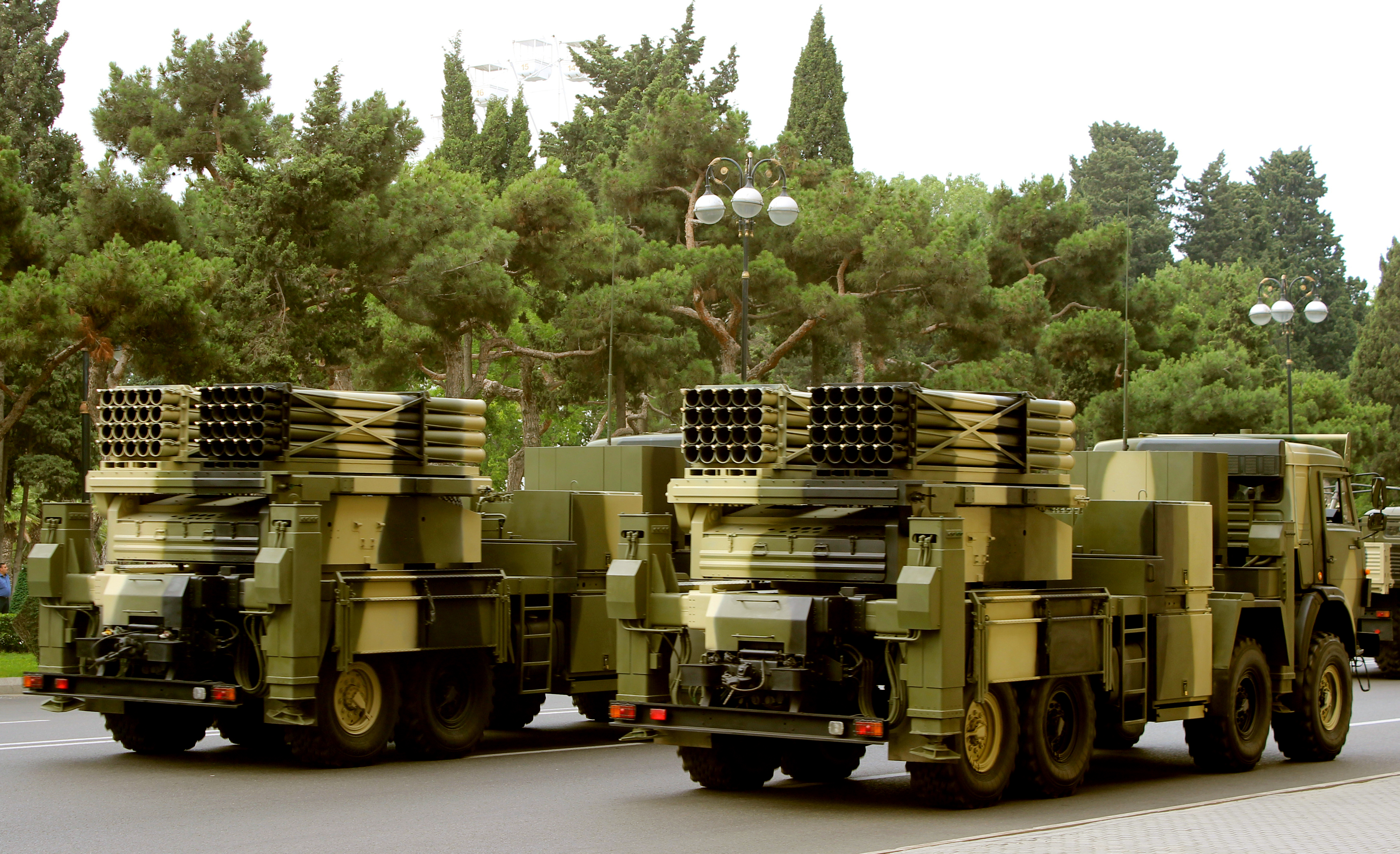

### 2018 год
В 2018 году в Баку были проведены два парада. Первый состоялся 26 июня 2018 года с участием около 4000 военнослужащих, 240 единиц военной техники и более 70 военных самолётов по случаю 100-летия создания вооруженных сил. В параде также приняли участие формирование турецких войск и группа турецких истребителей F-16.

Парад, проведённый 26 июня 2018 года
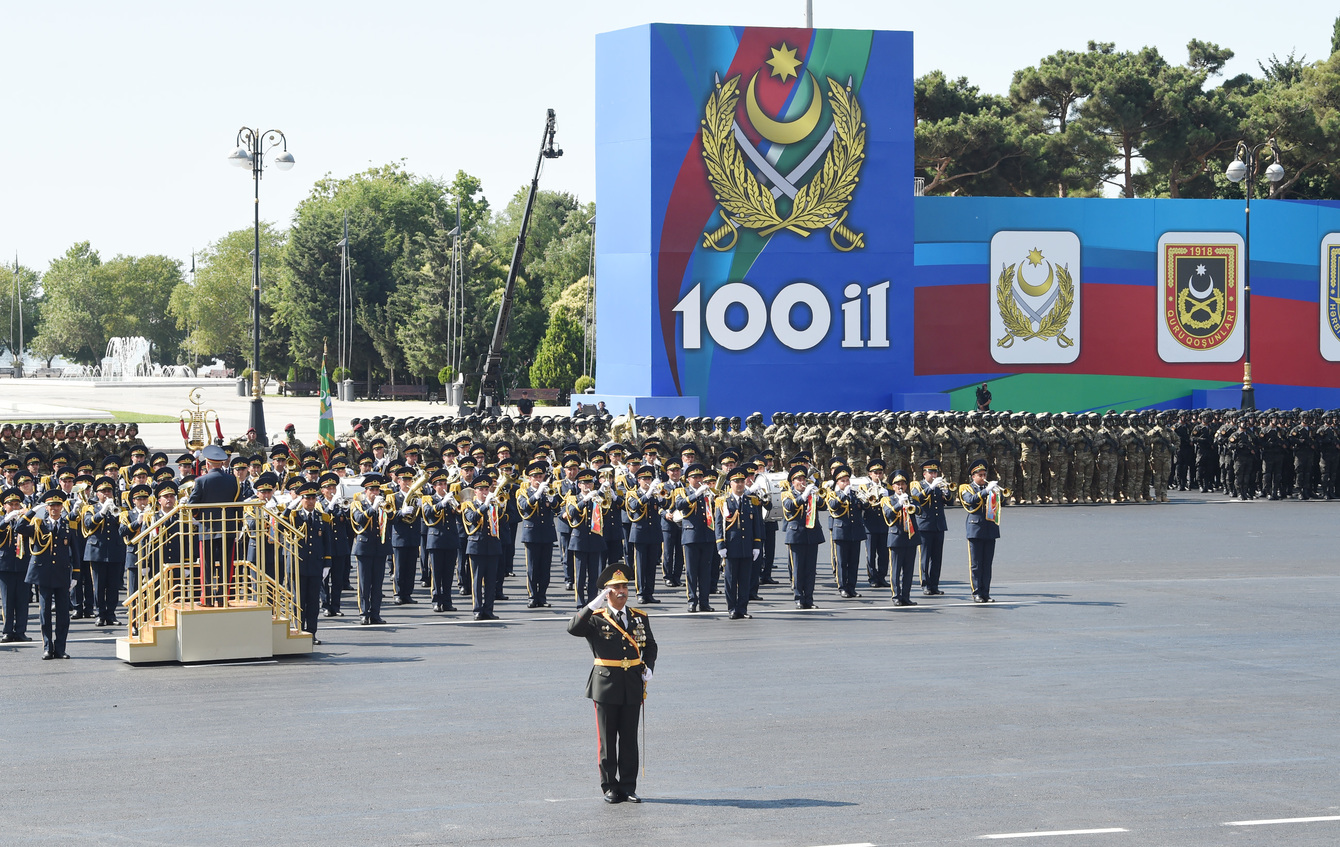
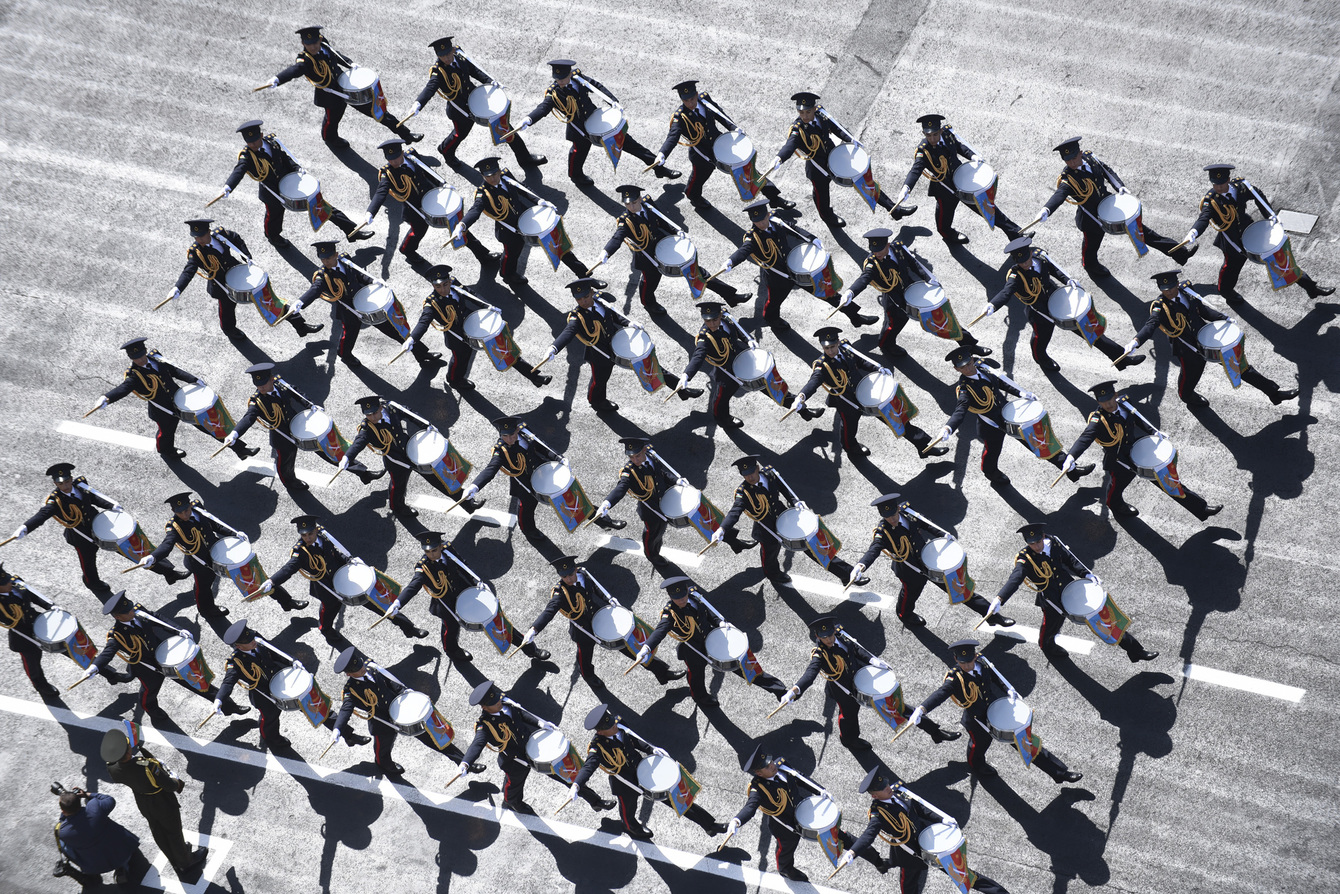
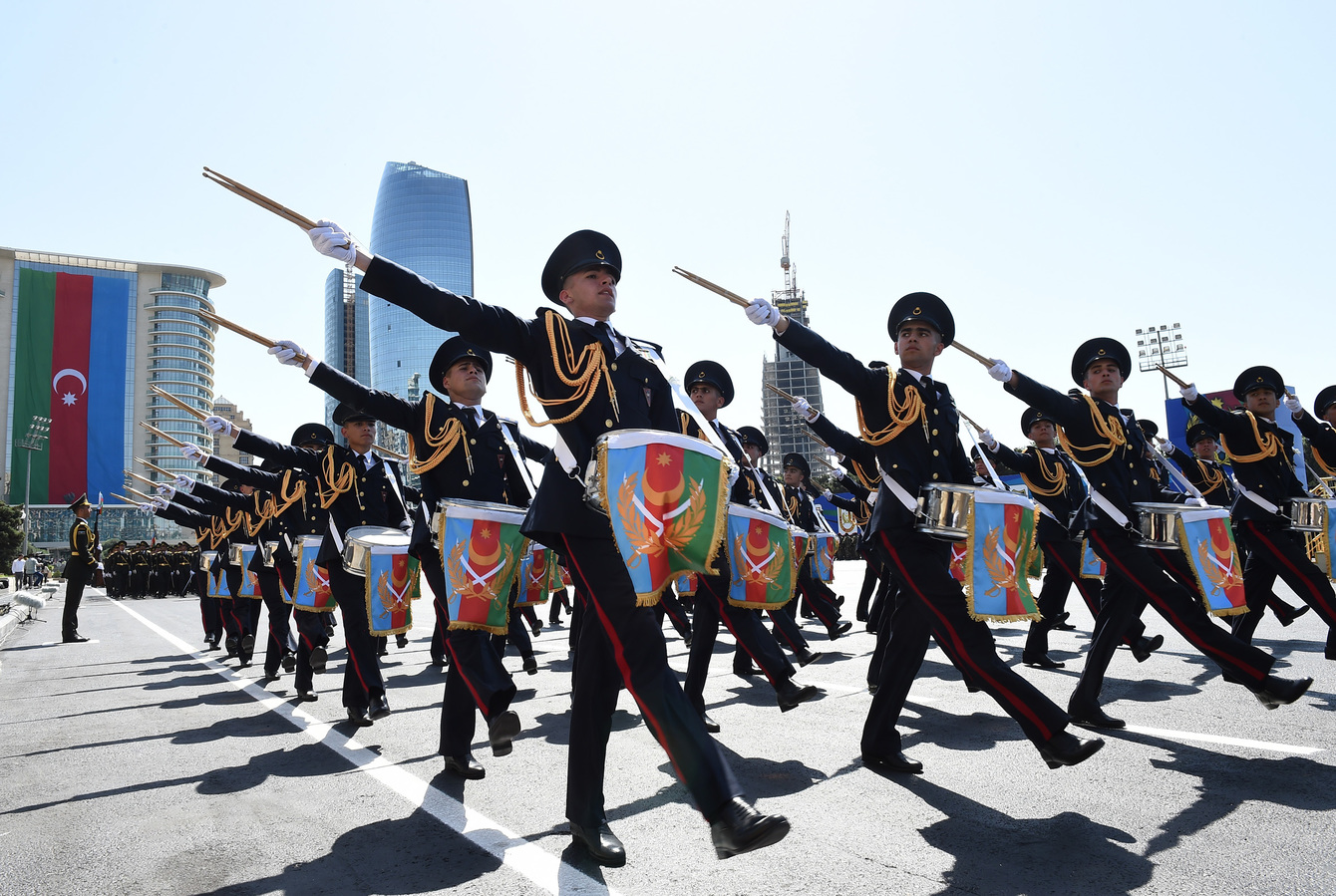
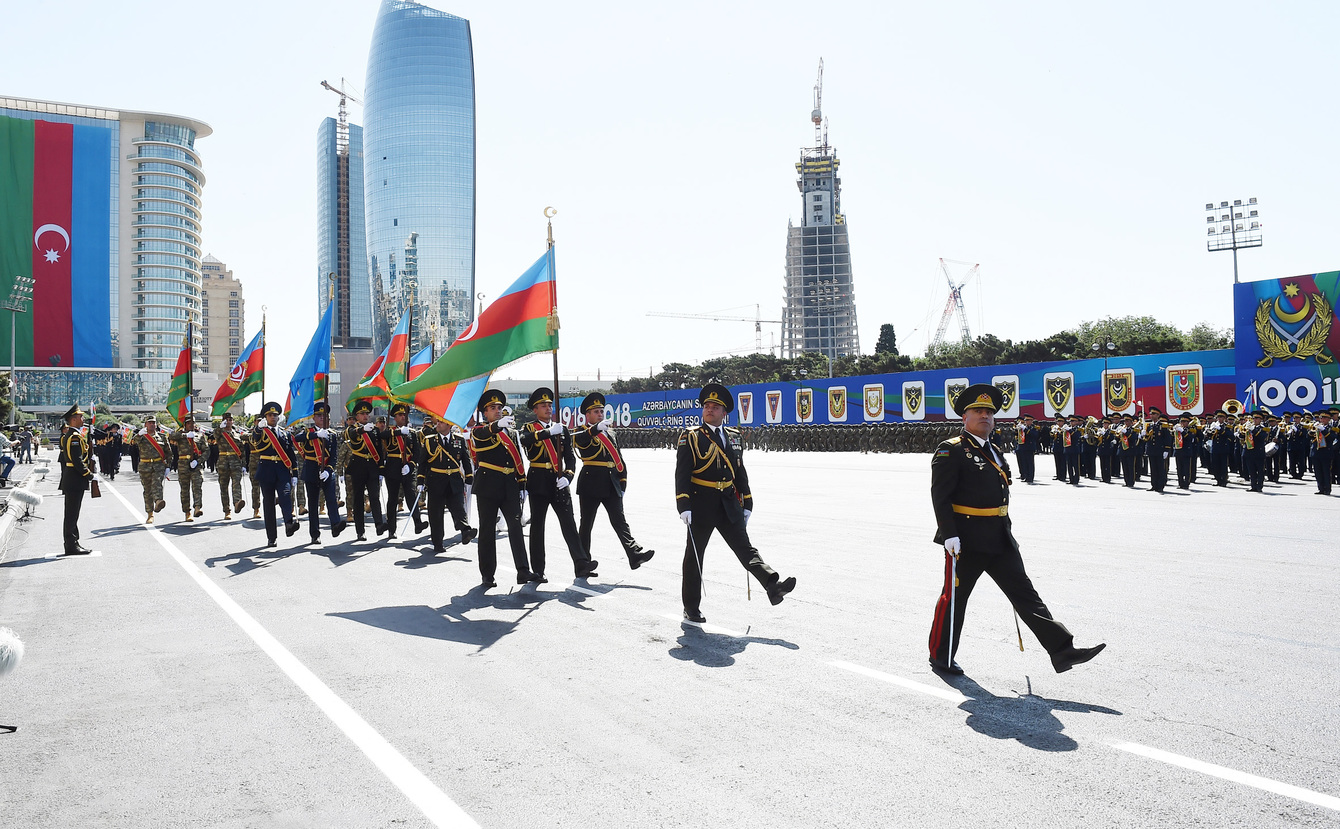
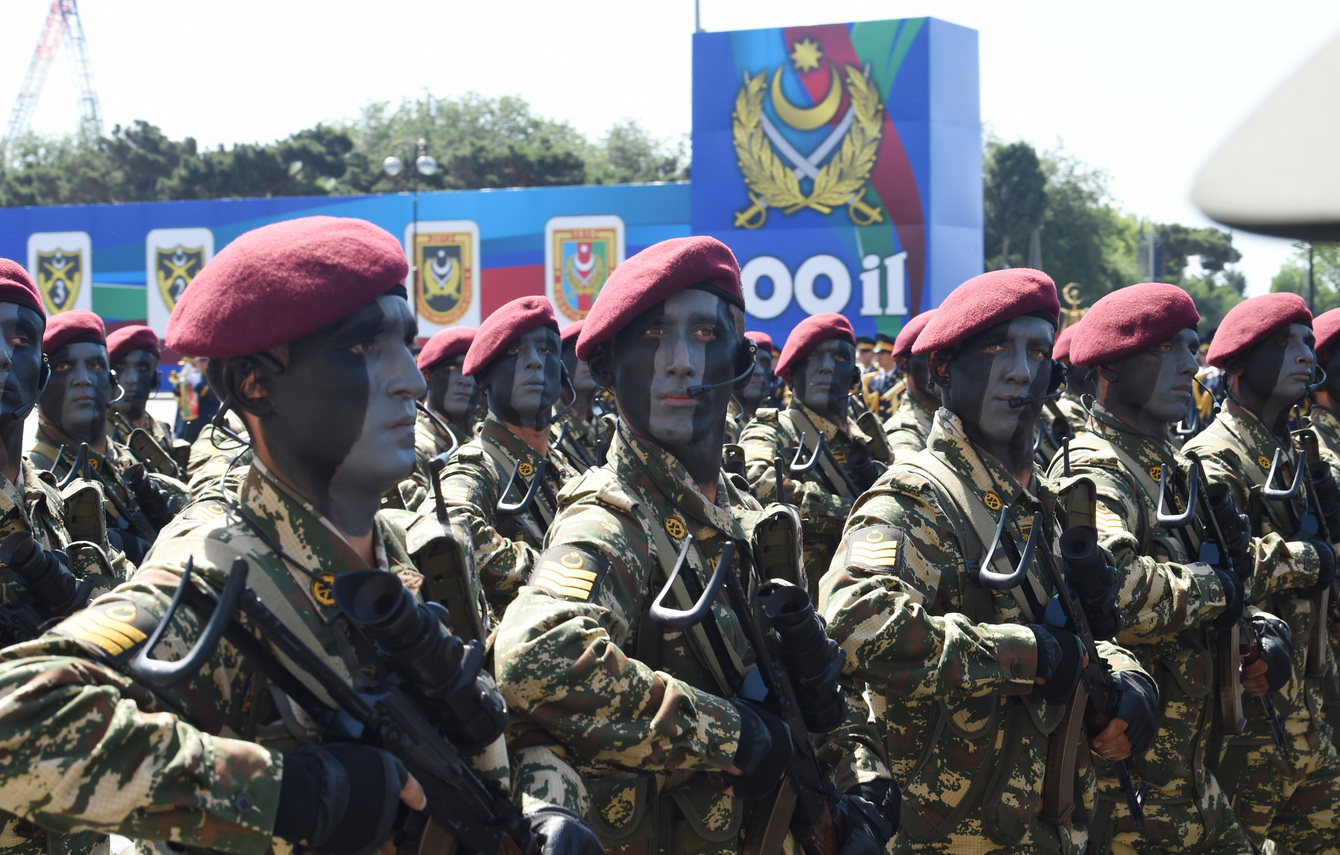
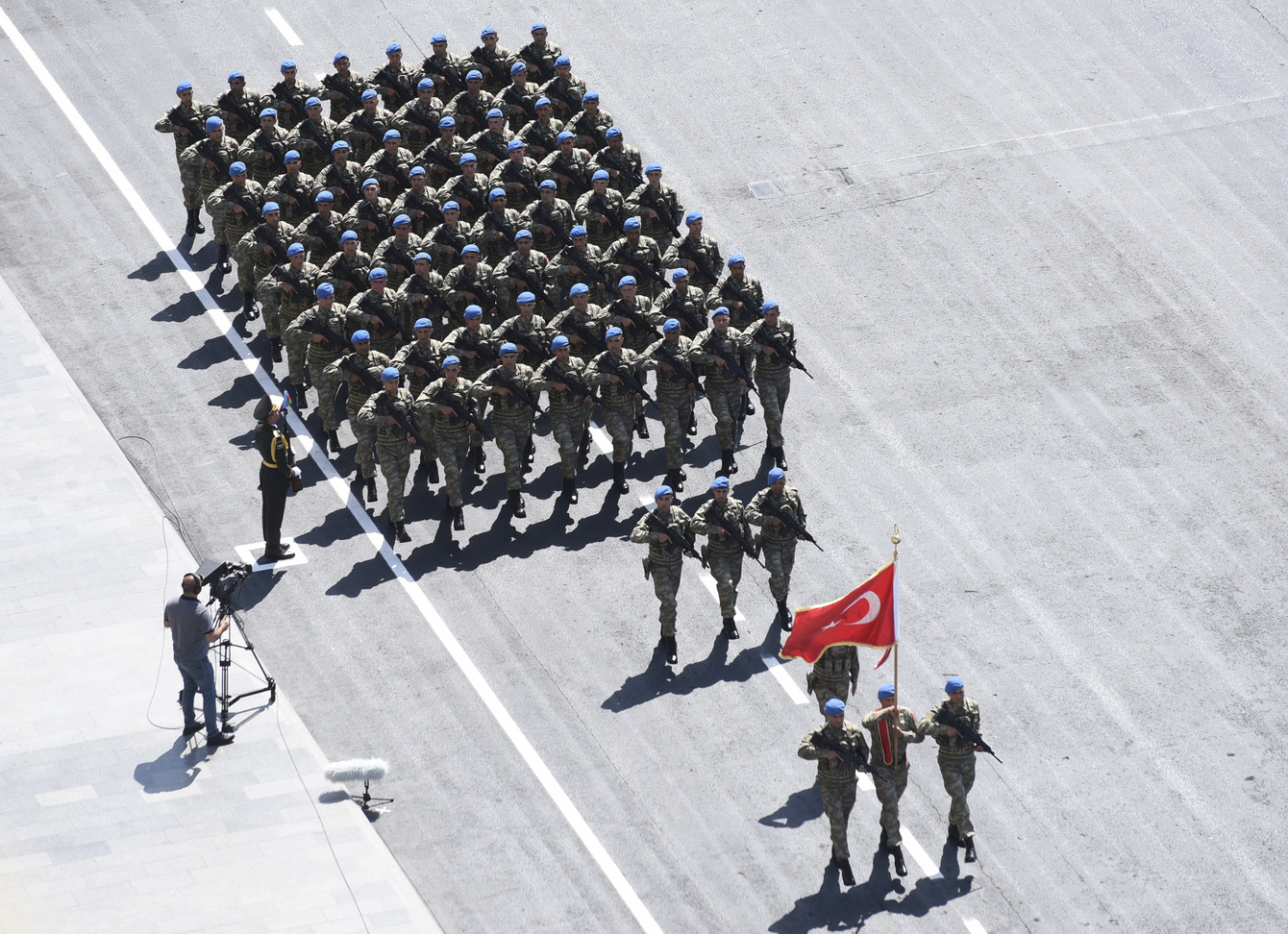
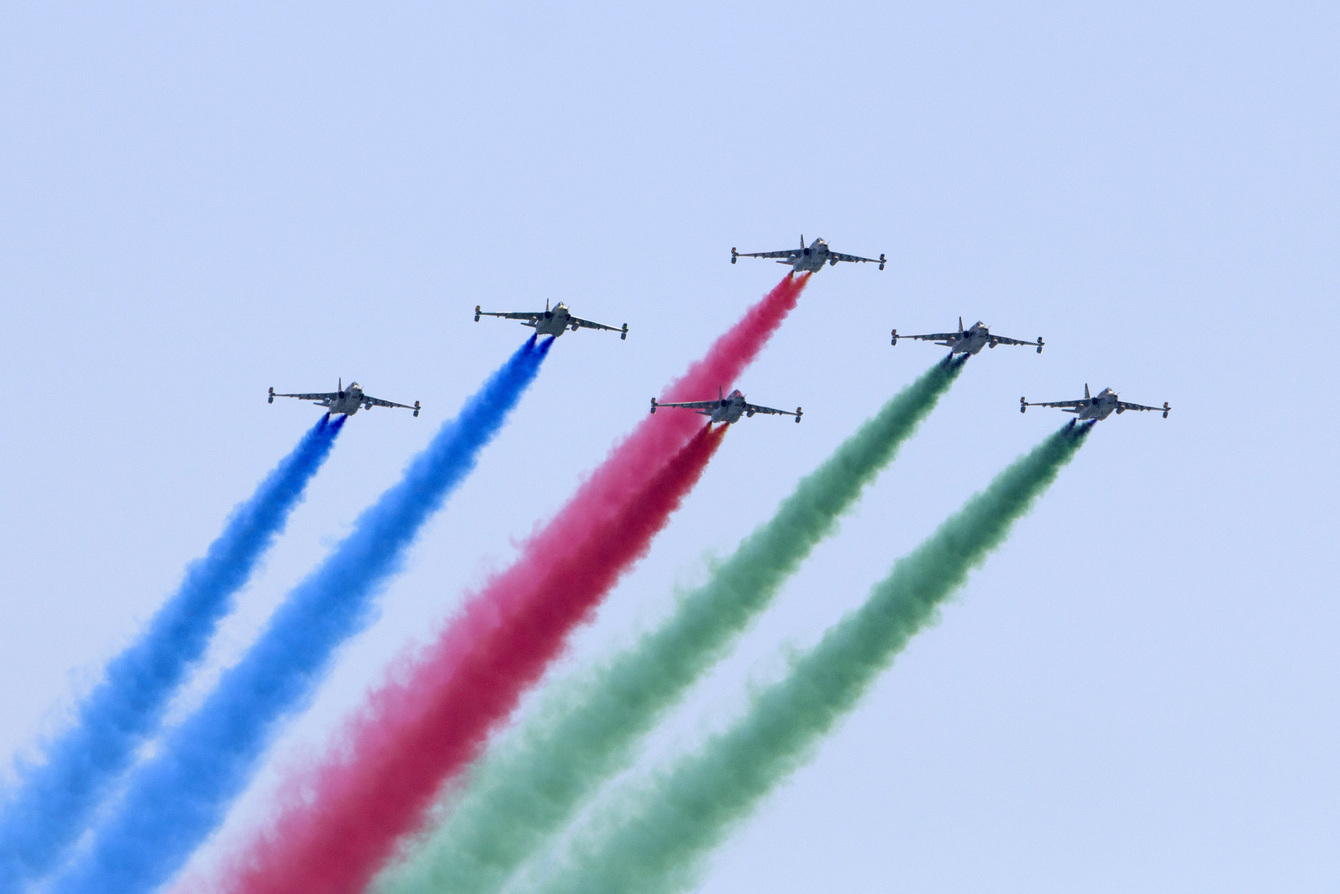
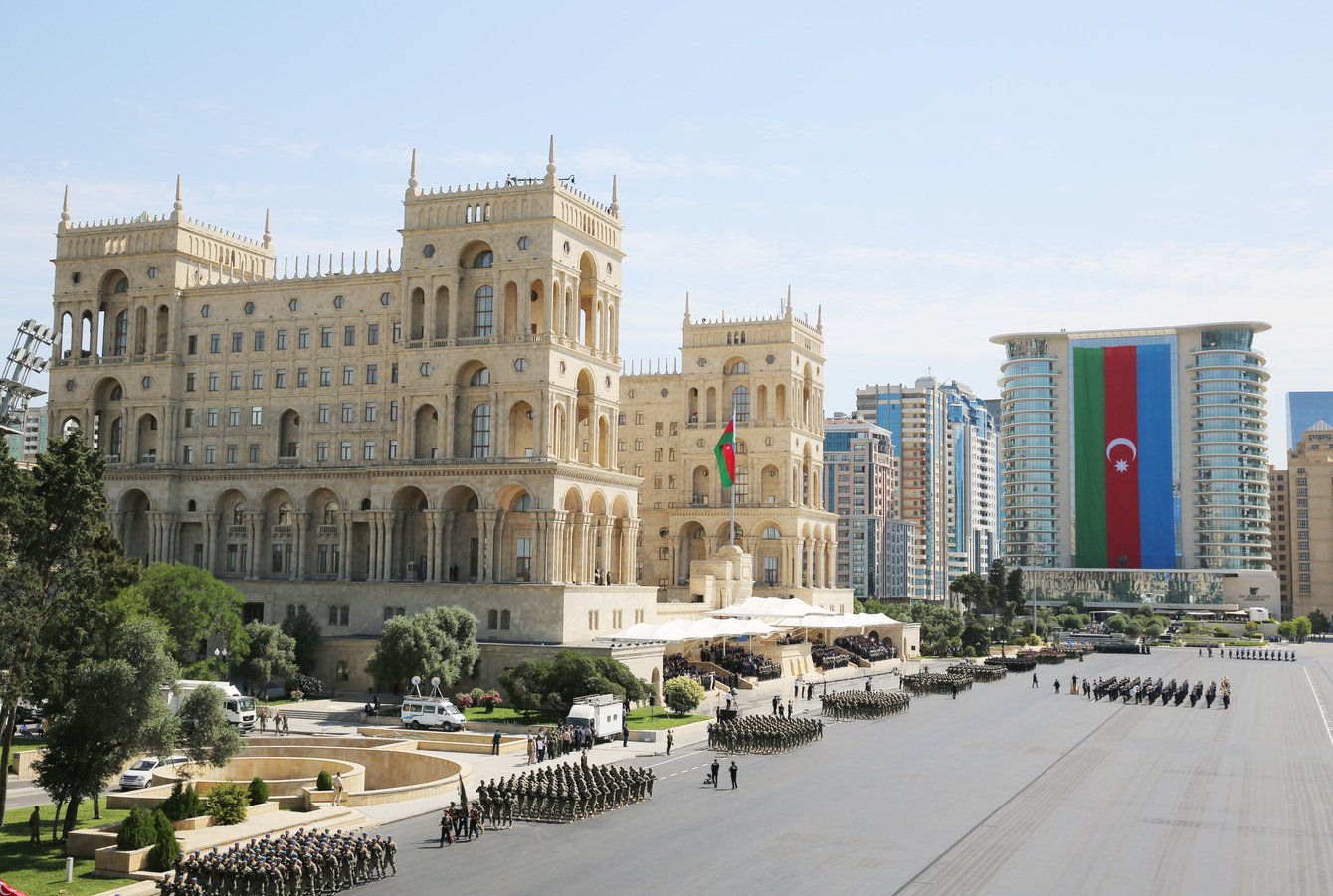
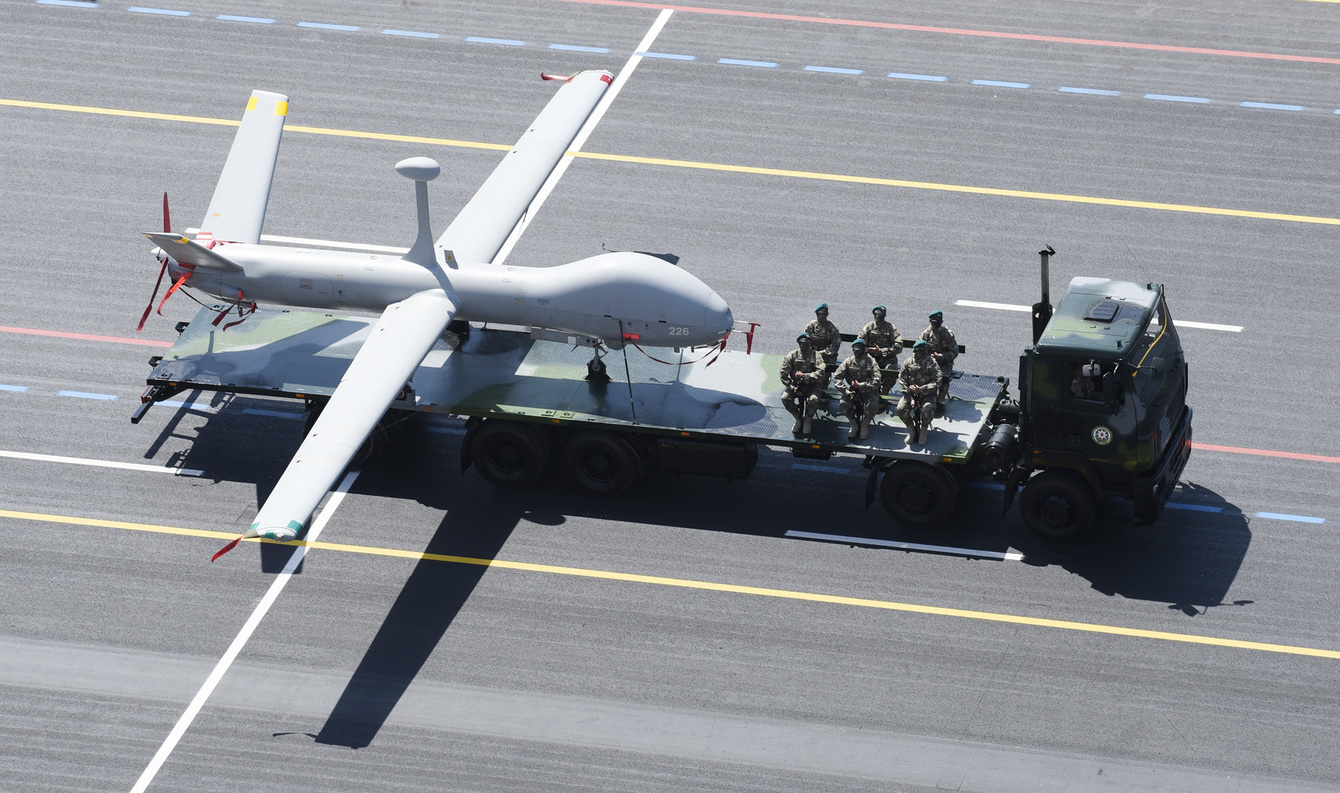
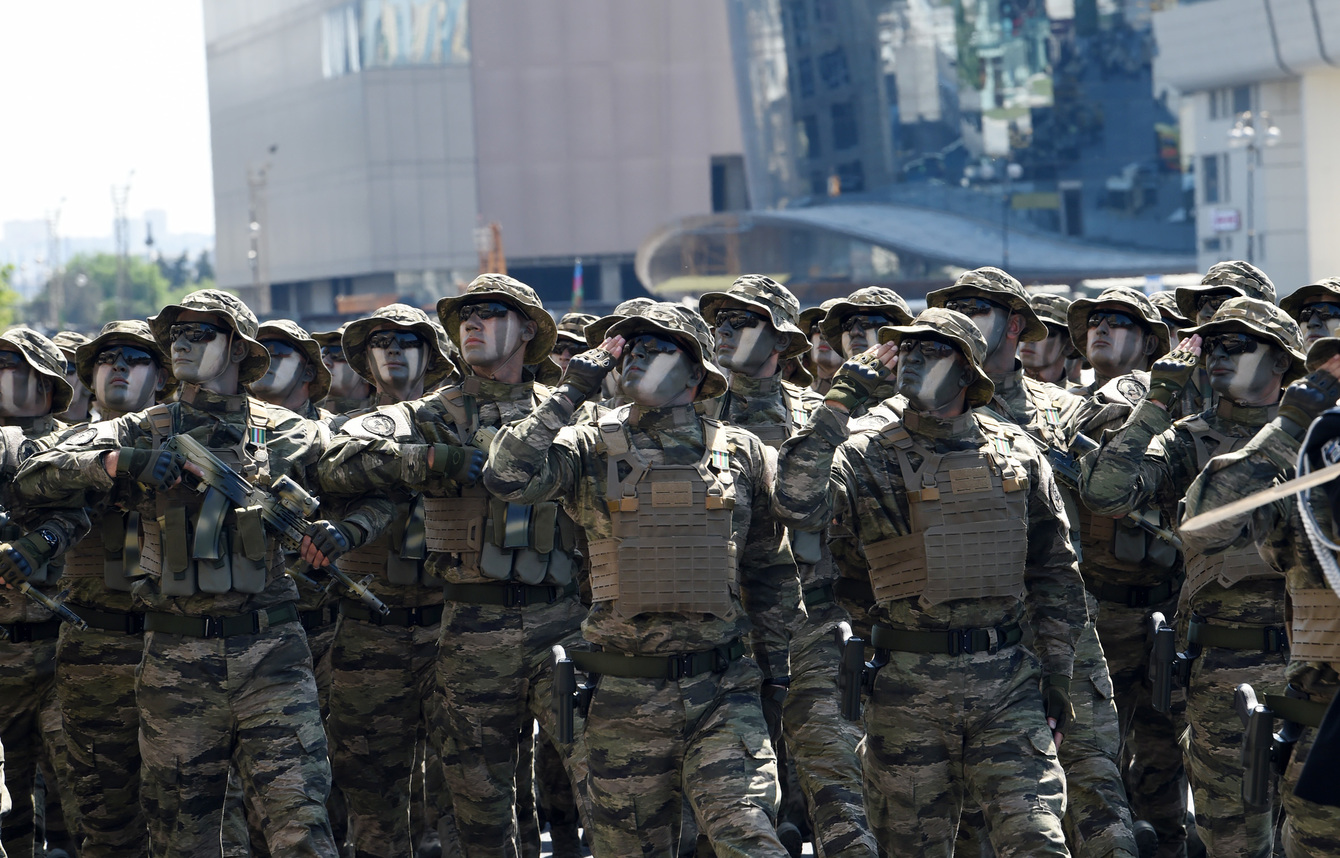

Второй парад в 2018 году был проведен в честь столетия освобождения Баку Кавказской исламской армией и подразделениями Азербайджанской Демократической Республики. В параде участвовали главы государств Азербайджана Ильхам Алиев и Турции Реджеп Тайип Эрдоган. В параде ансамбль «Мехтеран» турецких ВС исполнил азербайджанский «Марш аскера».

Парад, проведённый 15 сентября 2018 года
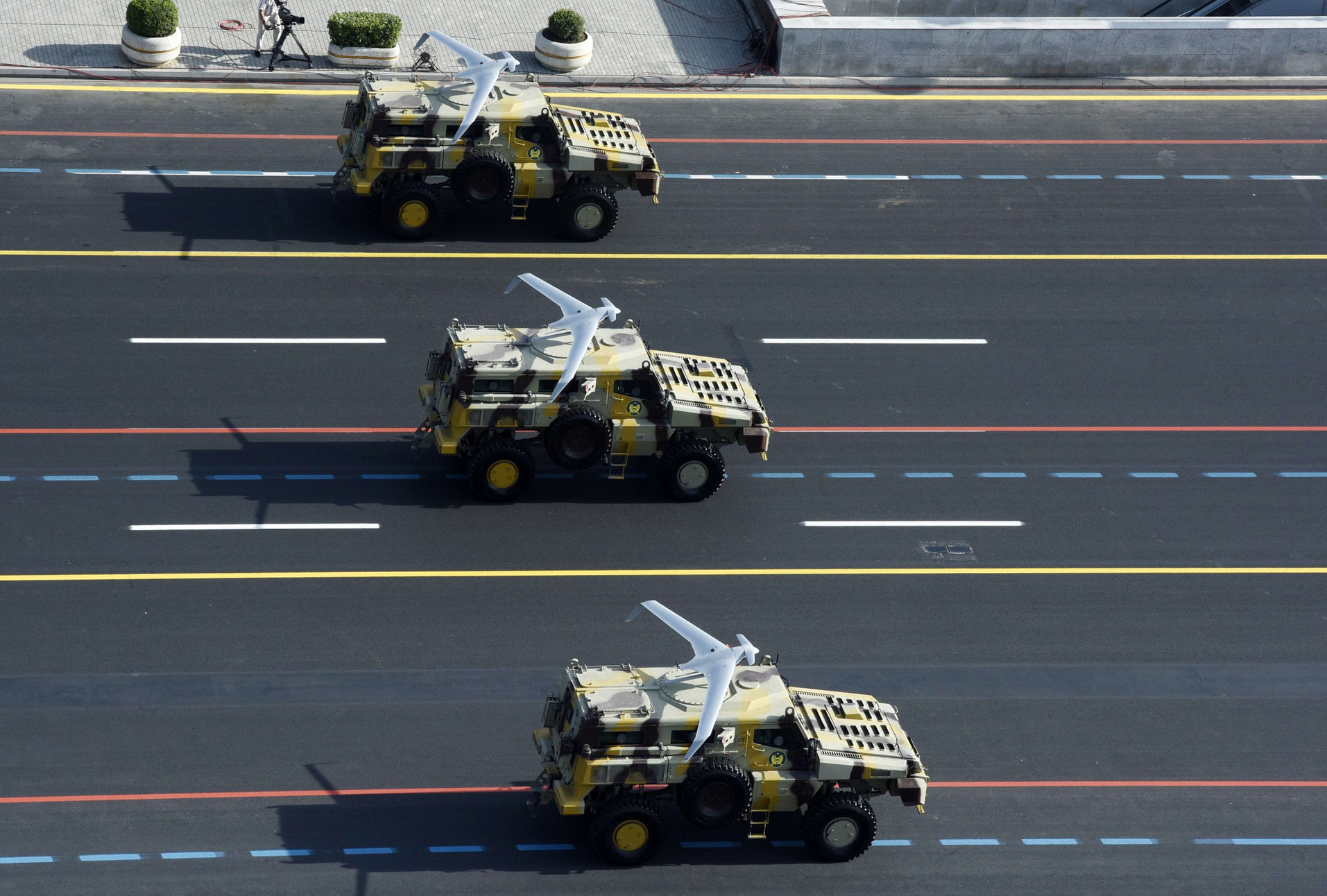
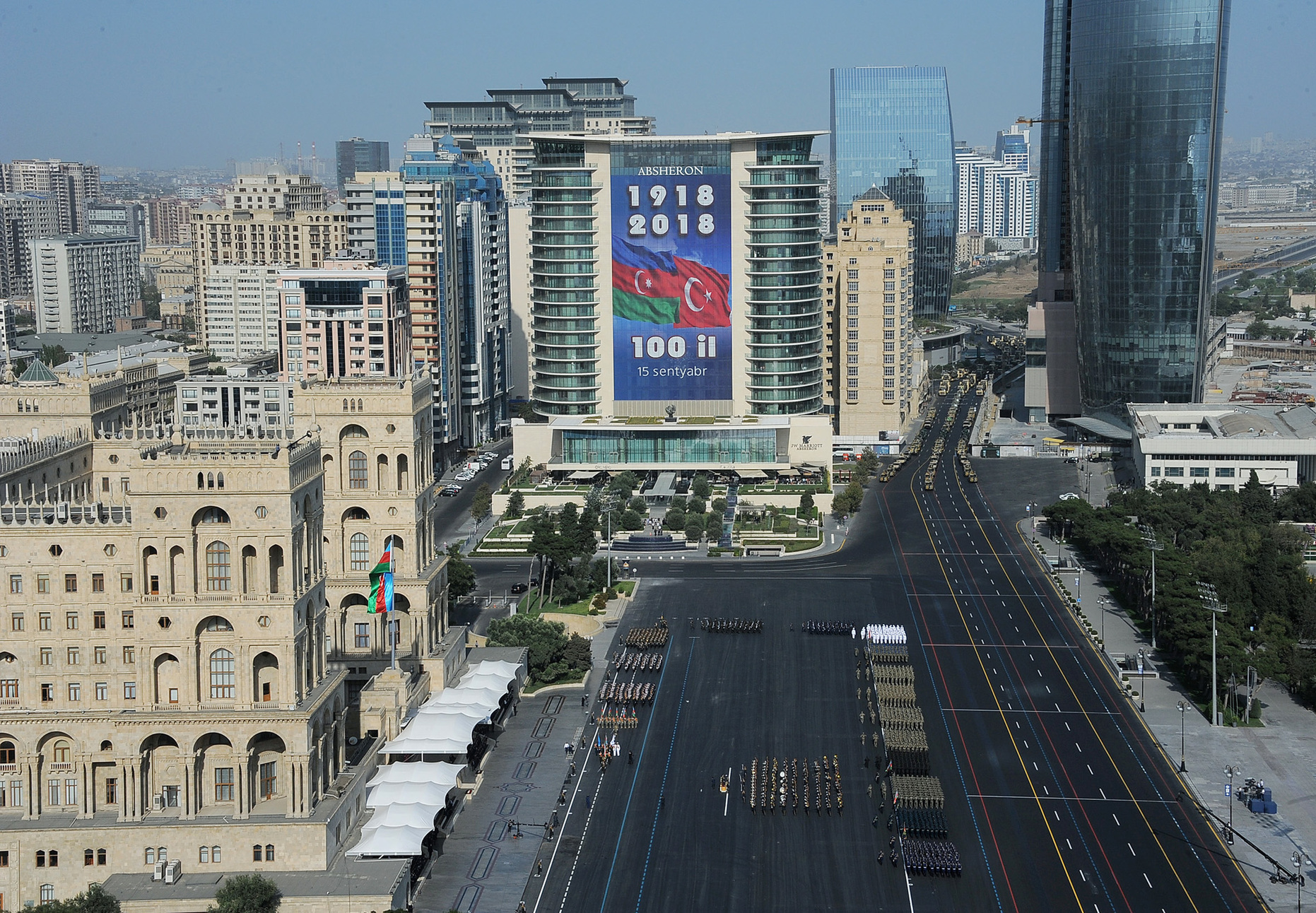
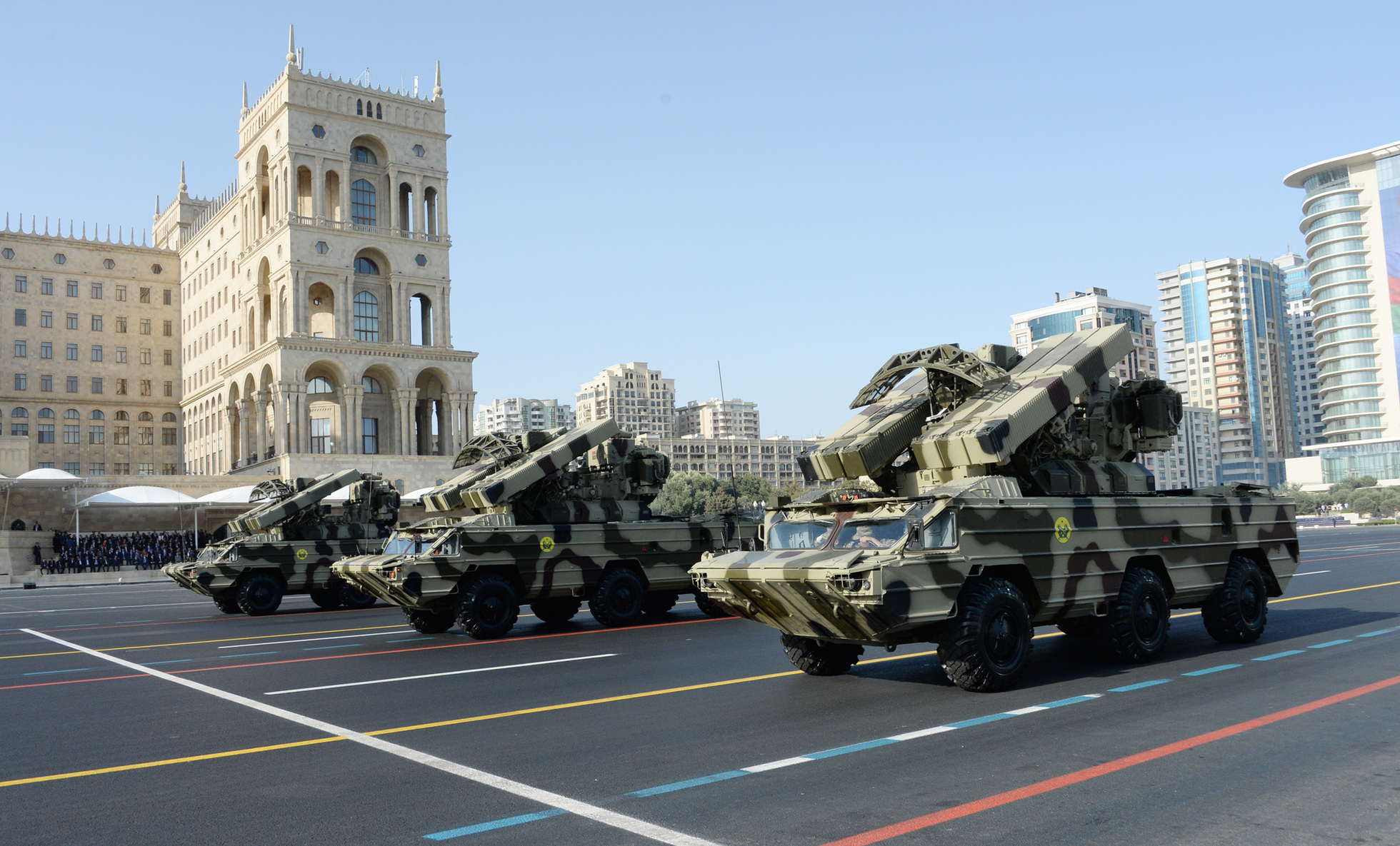
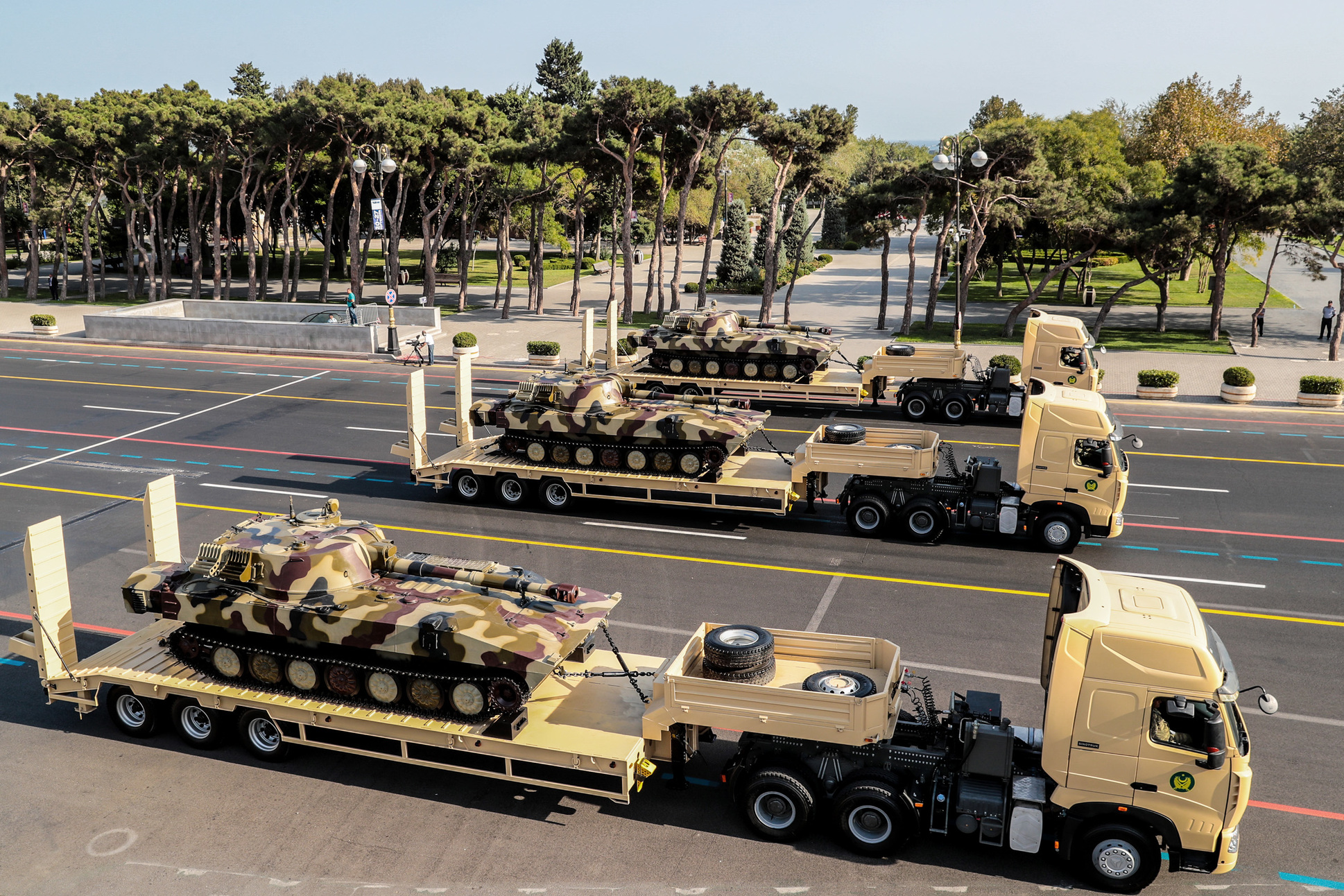
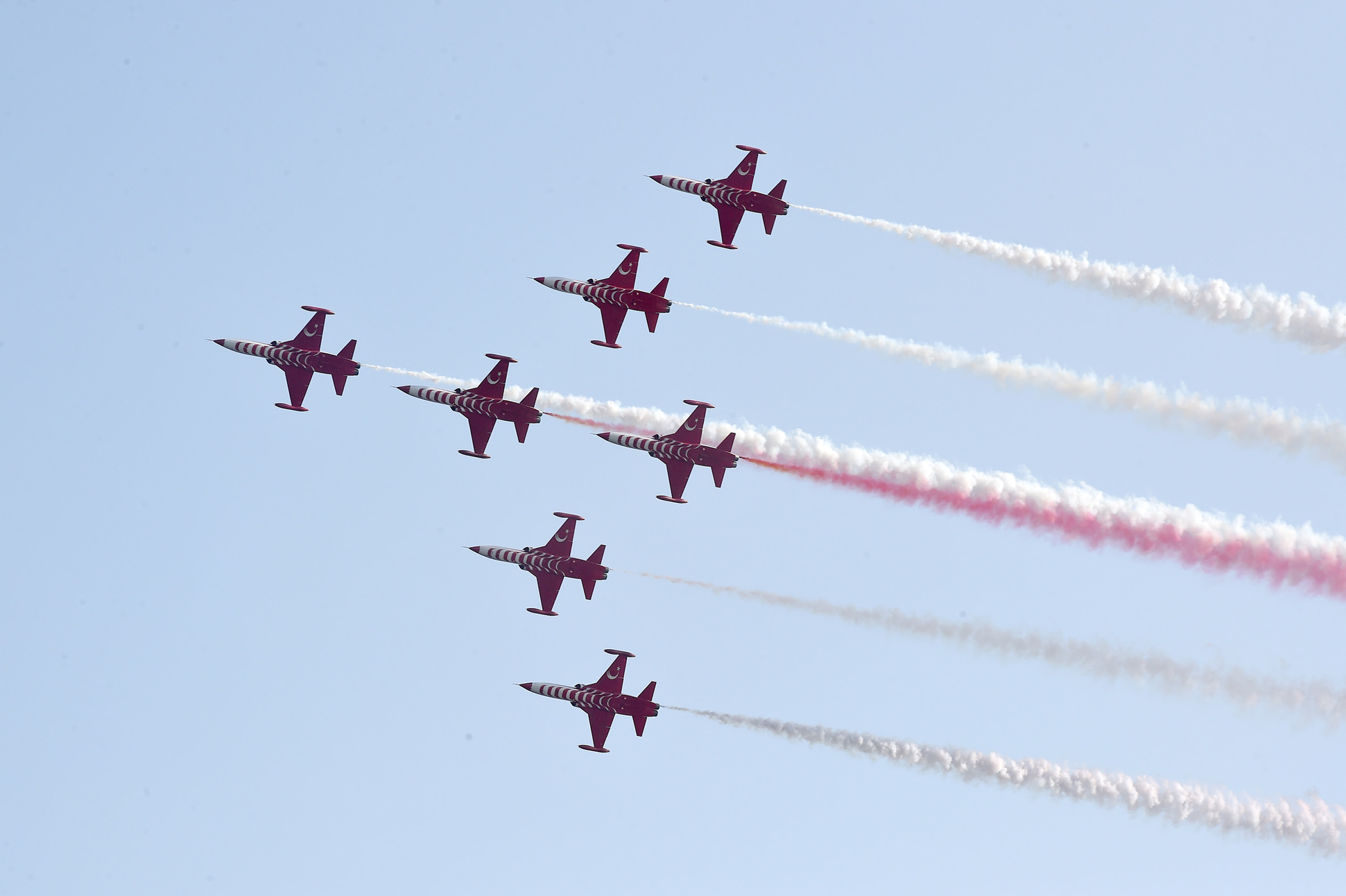
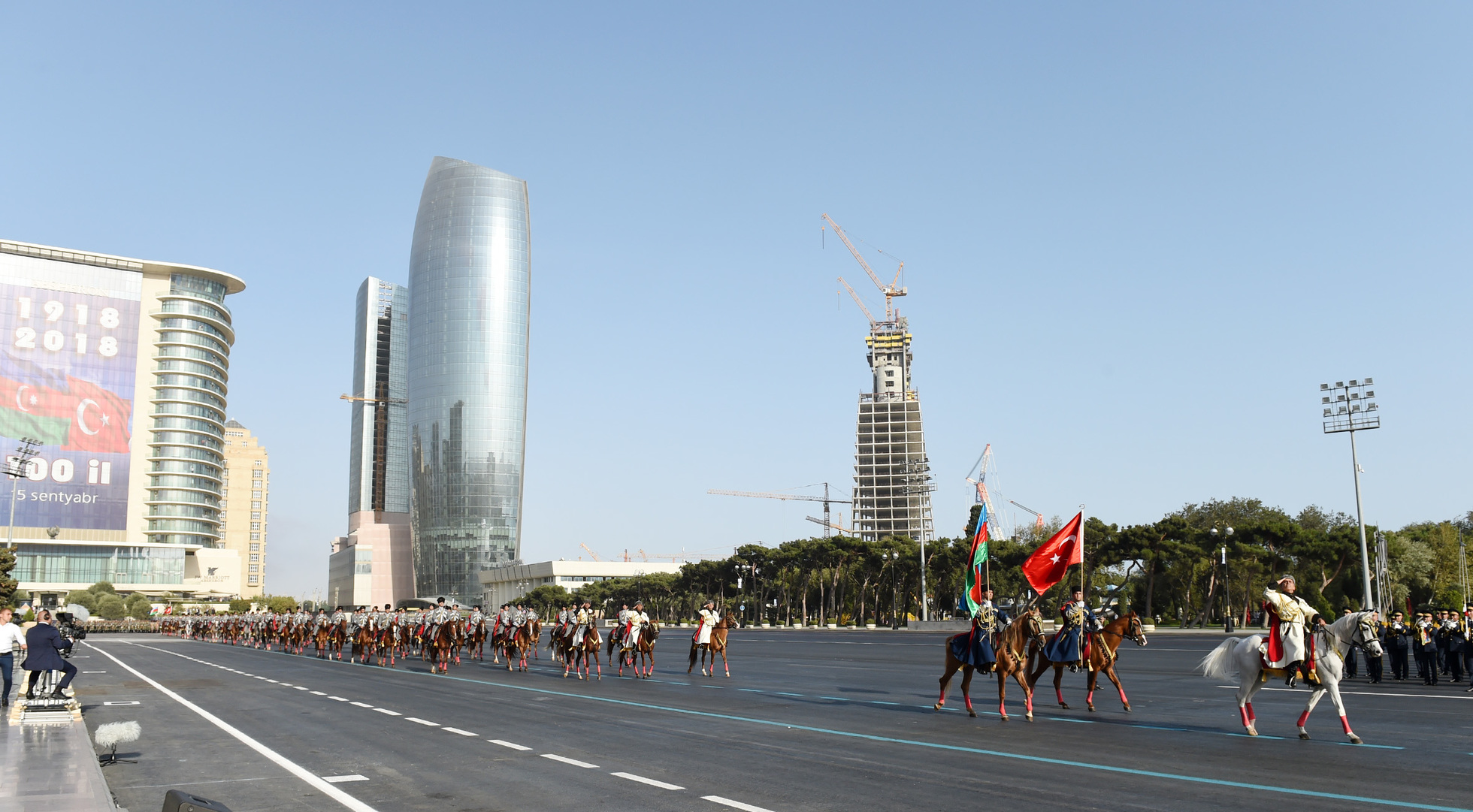
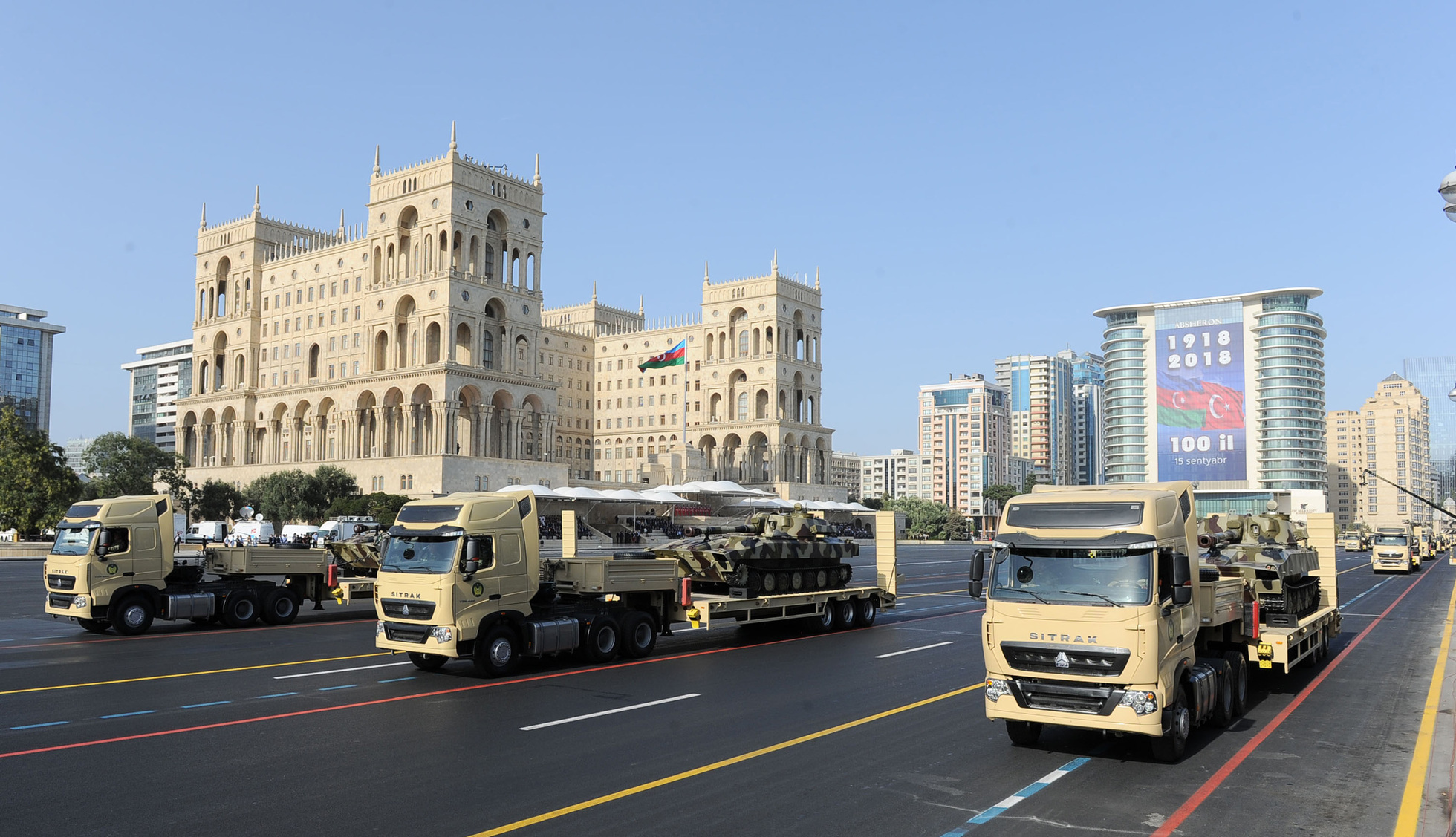
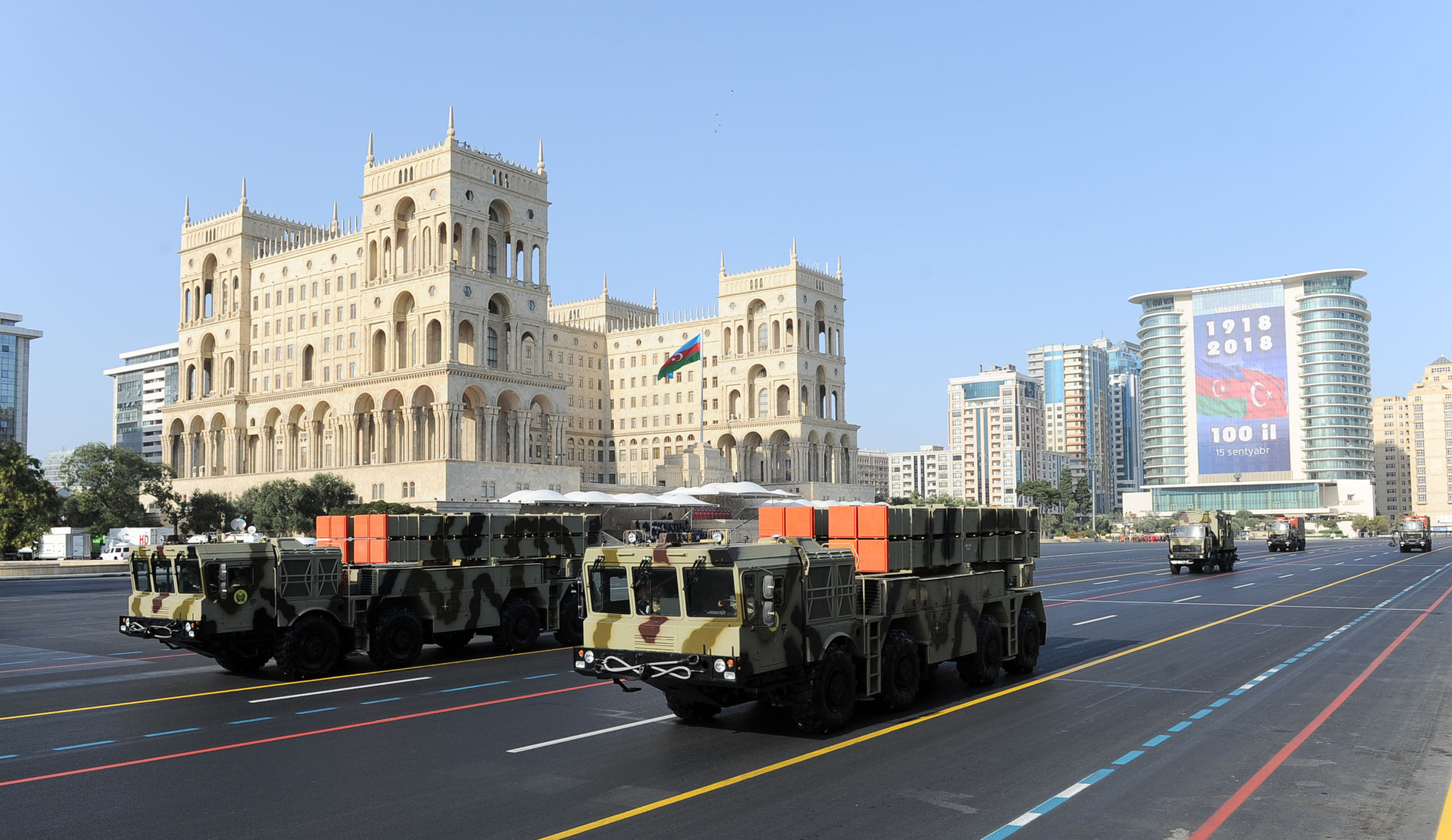
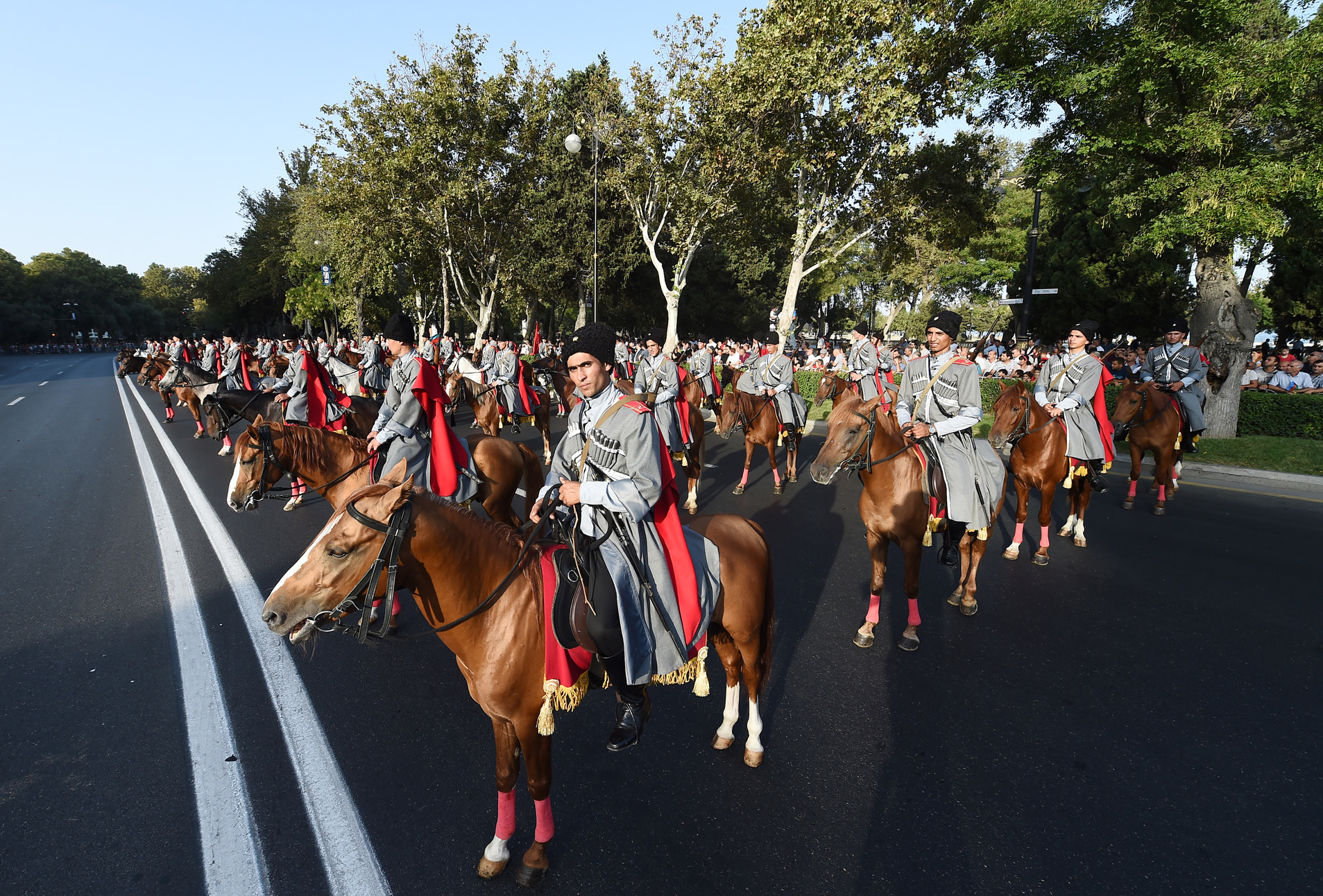
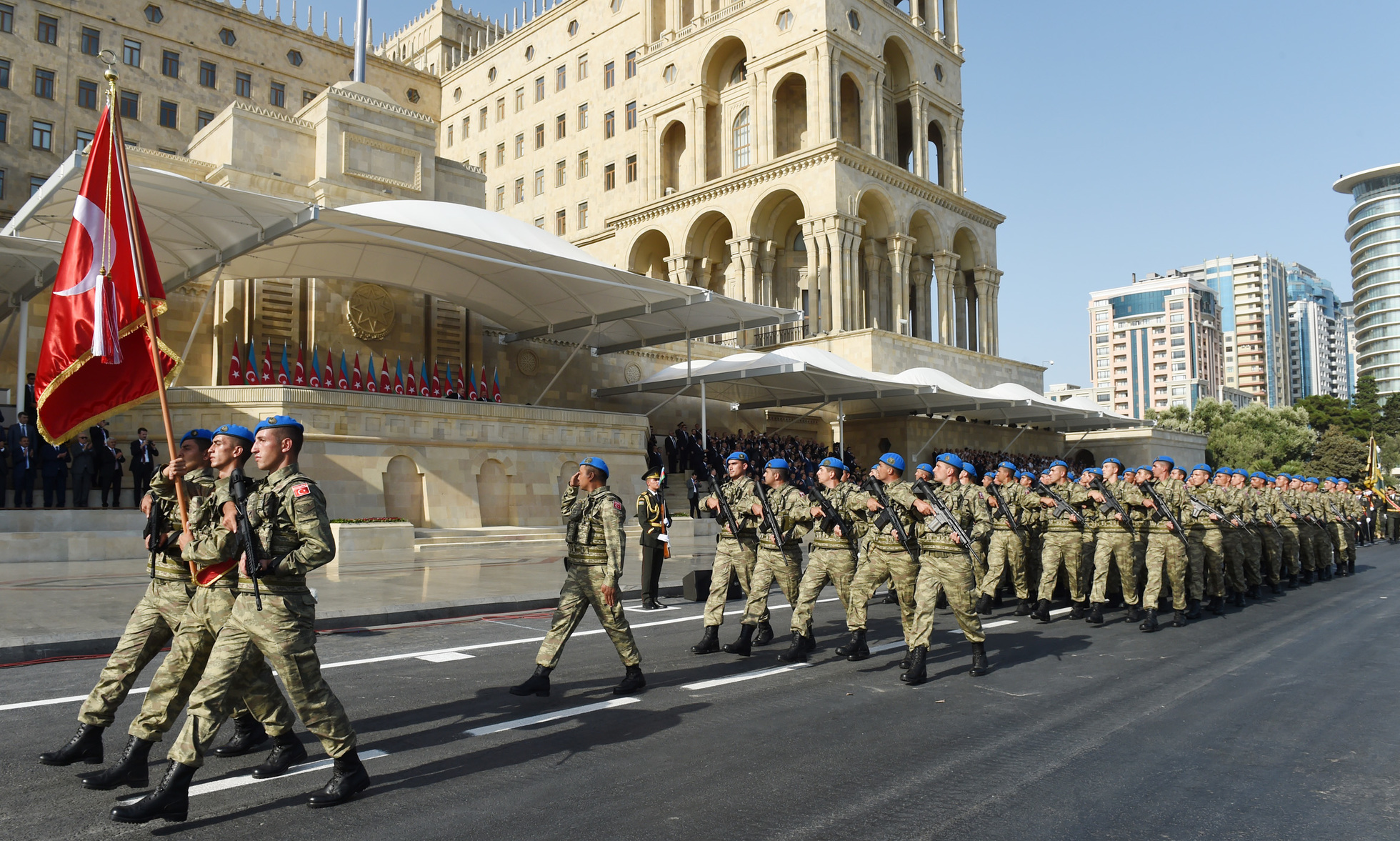
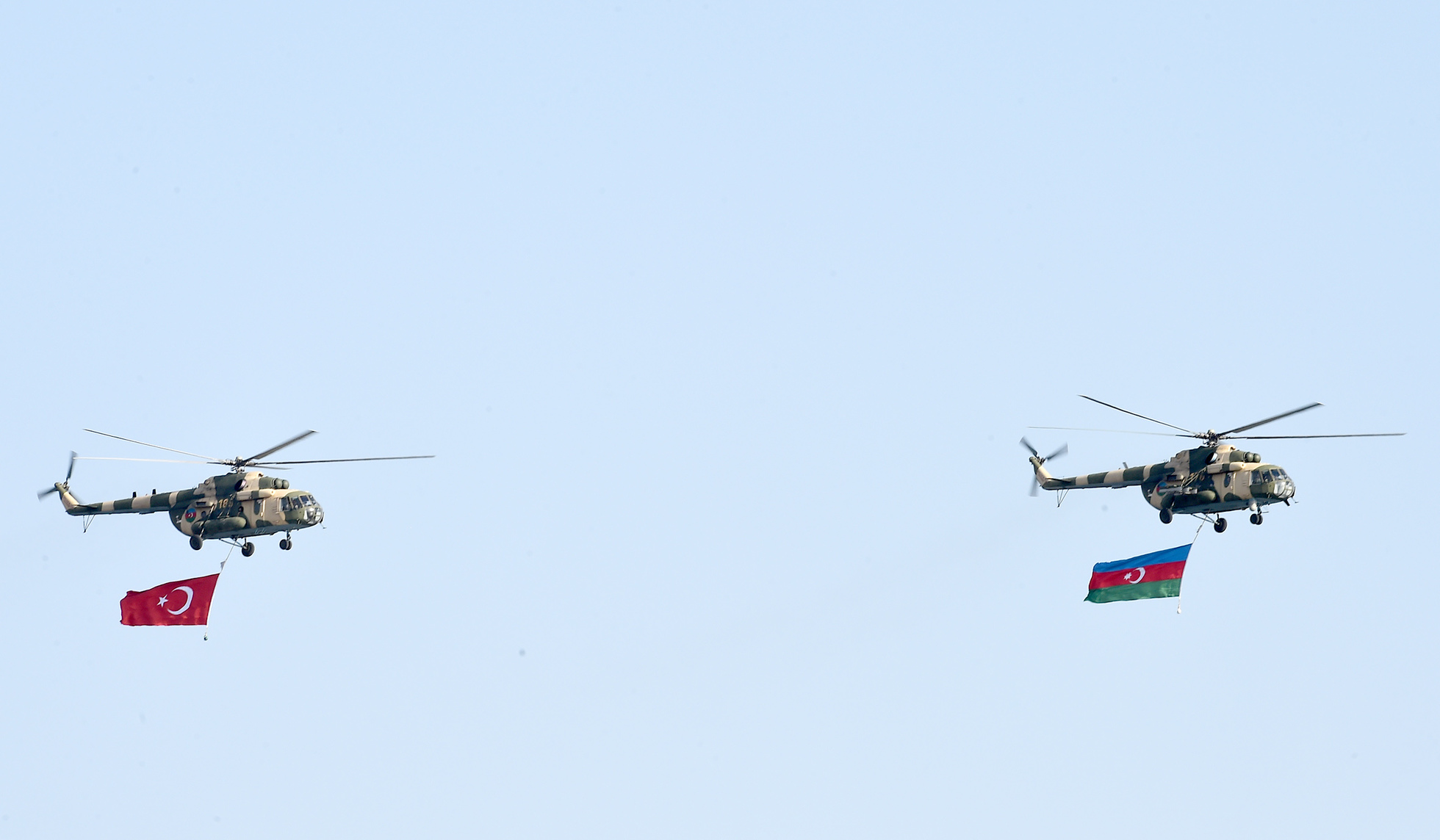

### 2020 год
10 декабря 2020 года состоялся военный парад, посвященный победе в войне в Нагорном Карабахе. В параде приняли участие более 3 тысяч военнослужащих и до 150 единиц военной техники, в том числе часть армянской военной техники, захваченной в качестве трофея. В качестве гостя был приглашён президент Турции Реджеп Тайип Эрдоган.

Парад, проведённый 10 декабря 2020 года
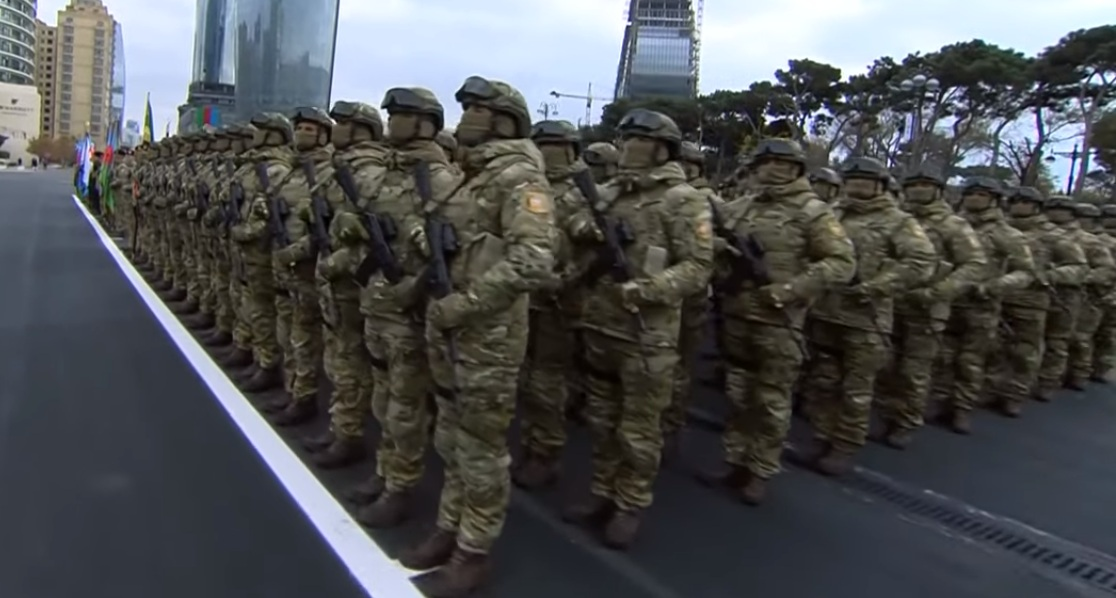
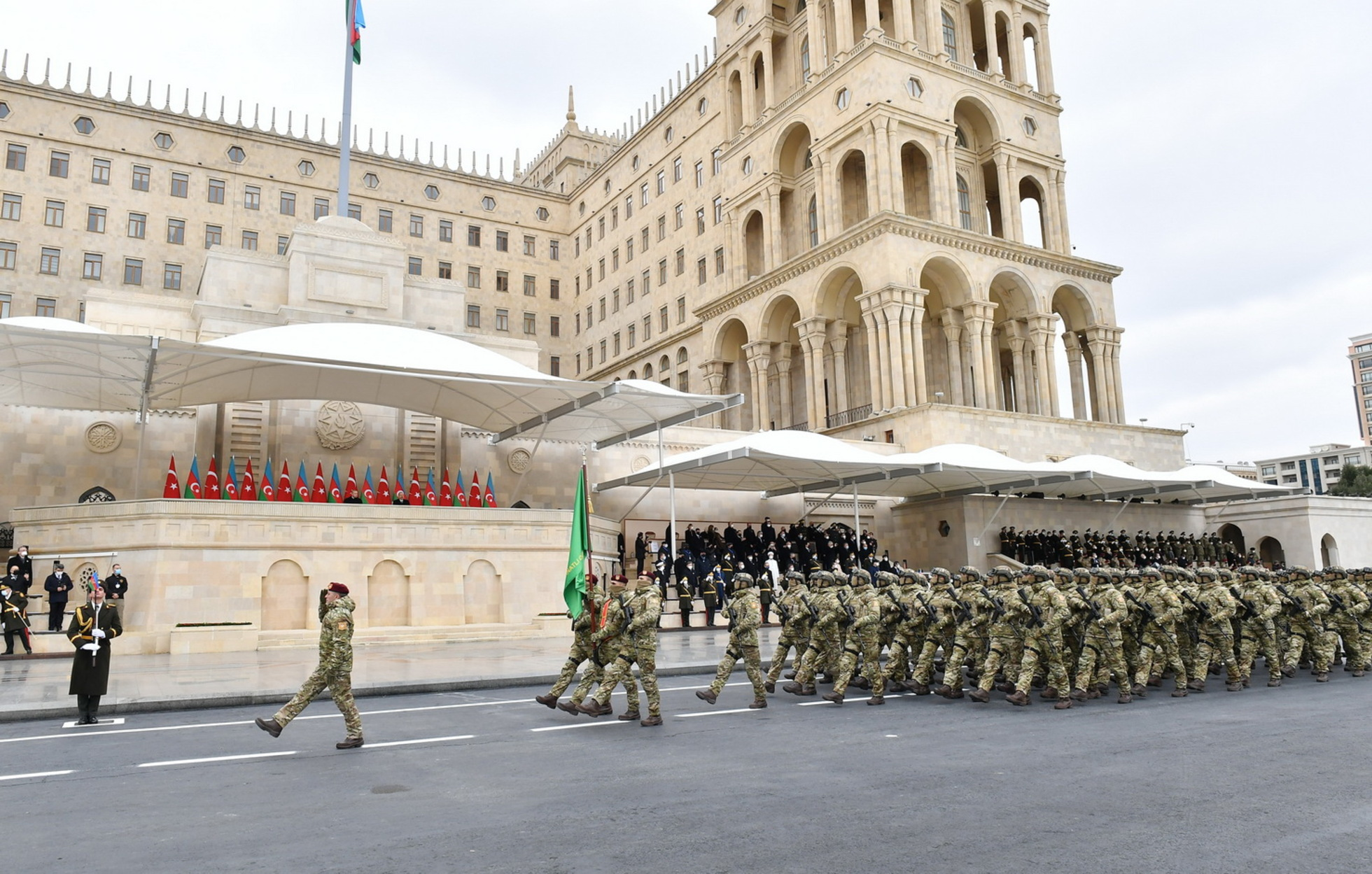
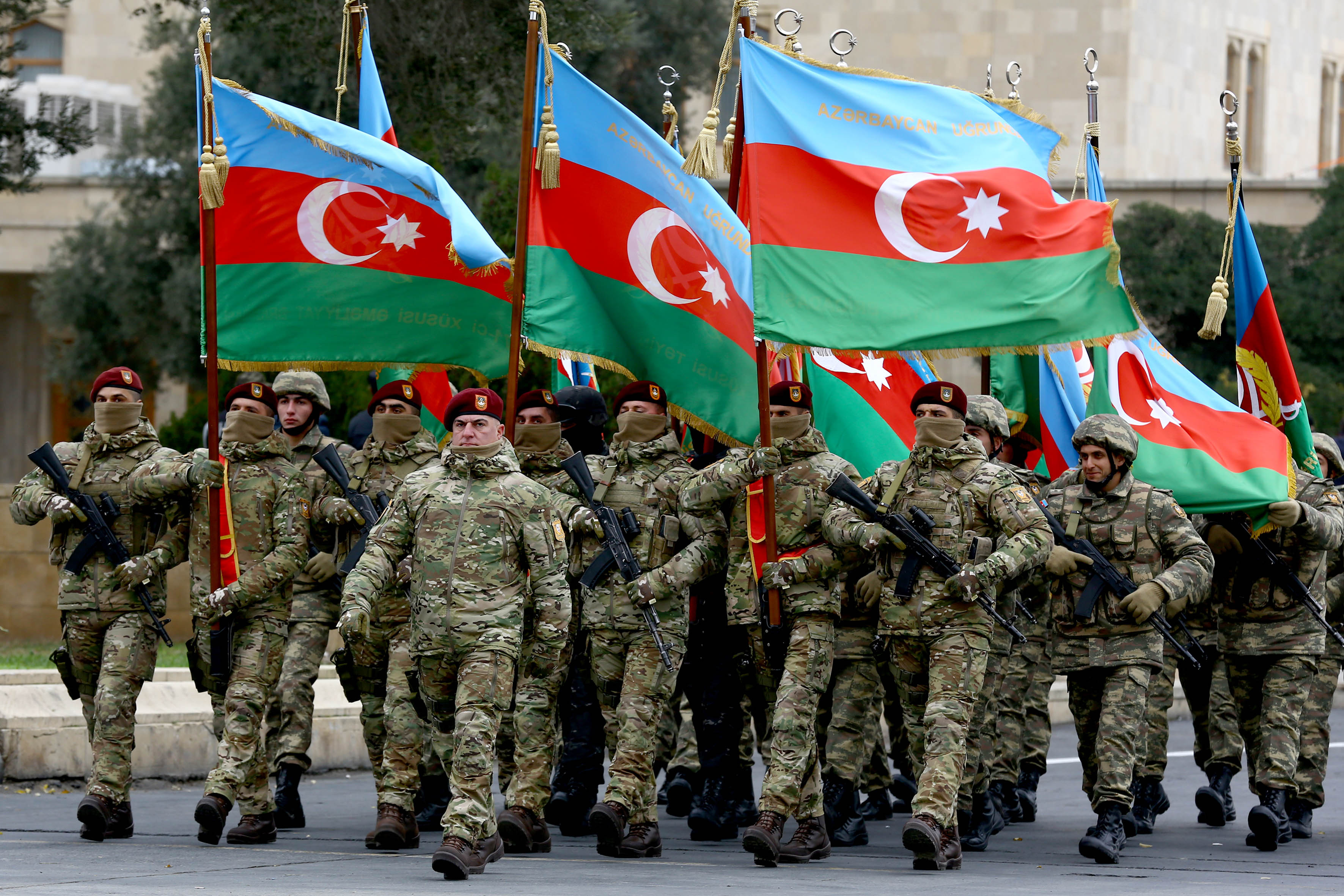
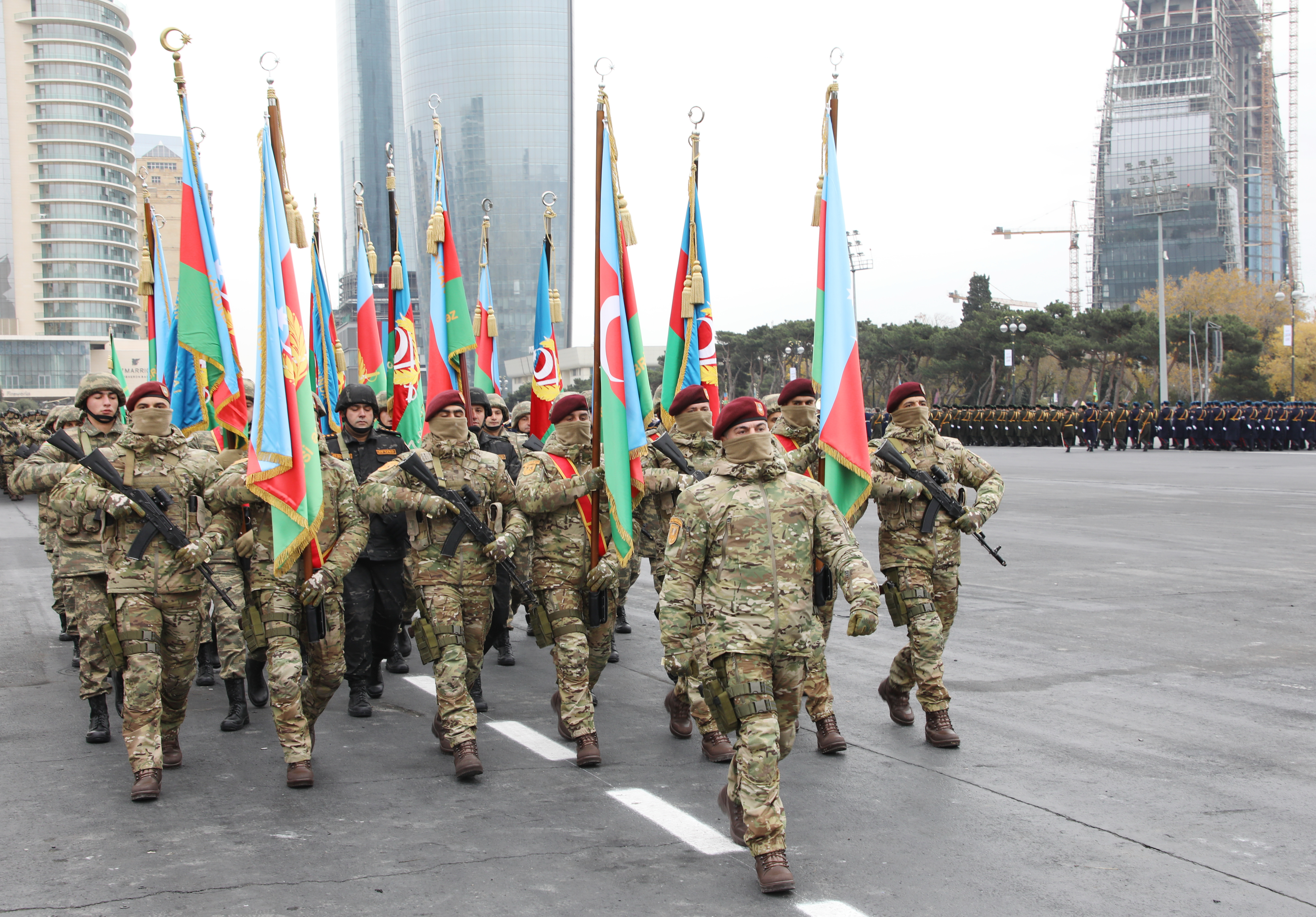
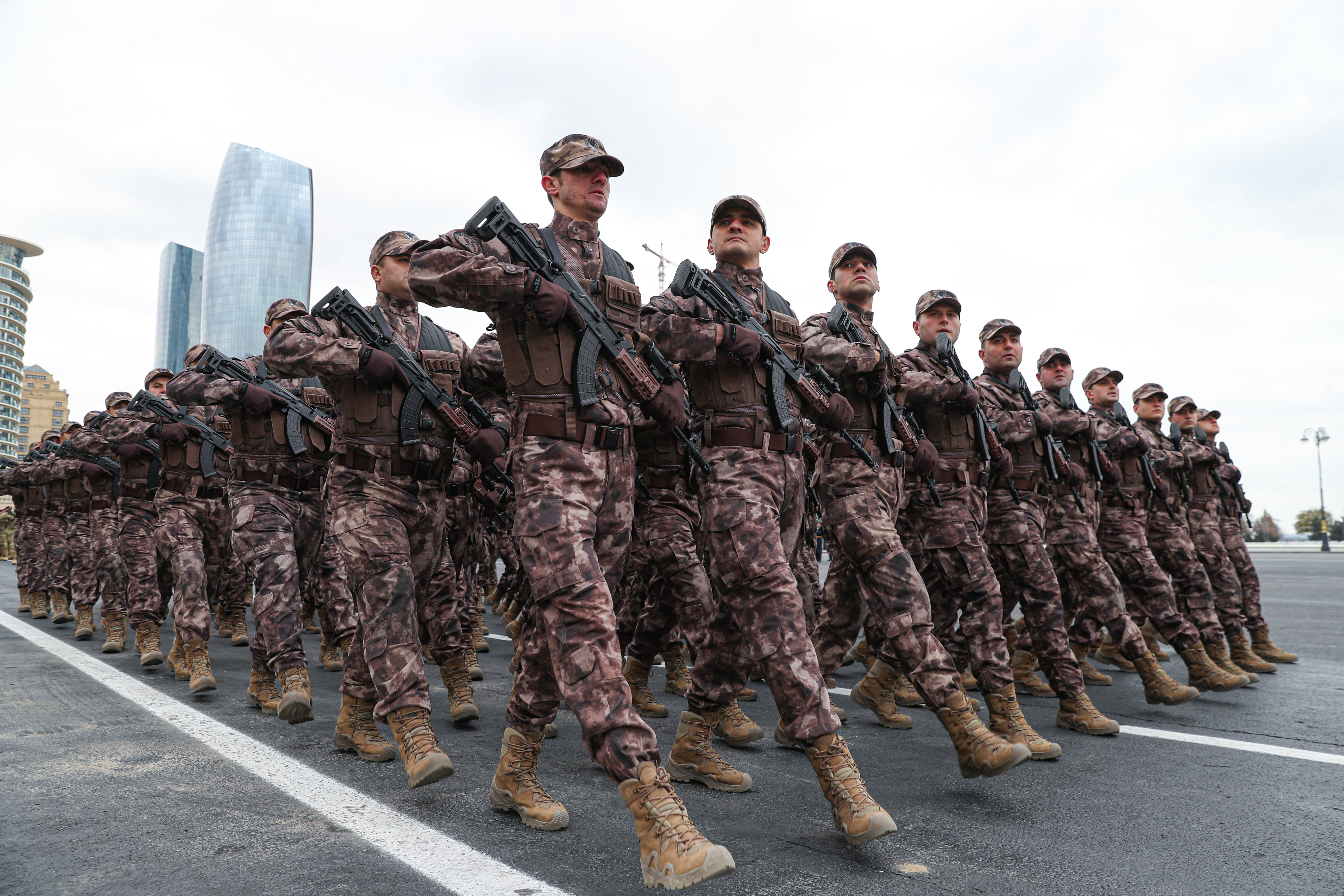
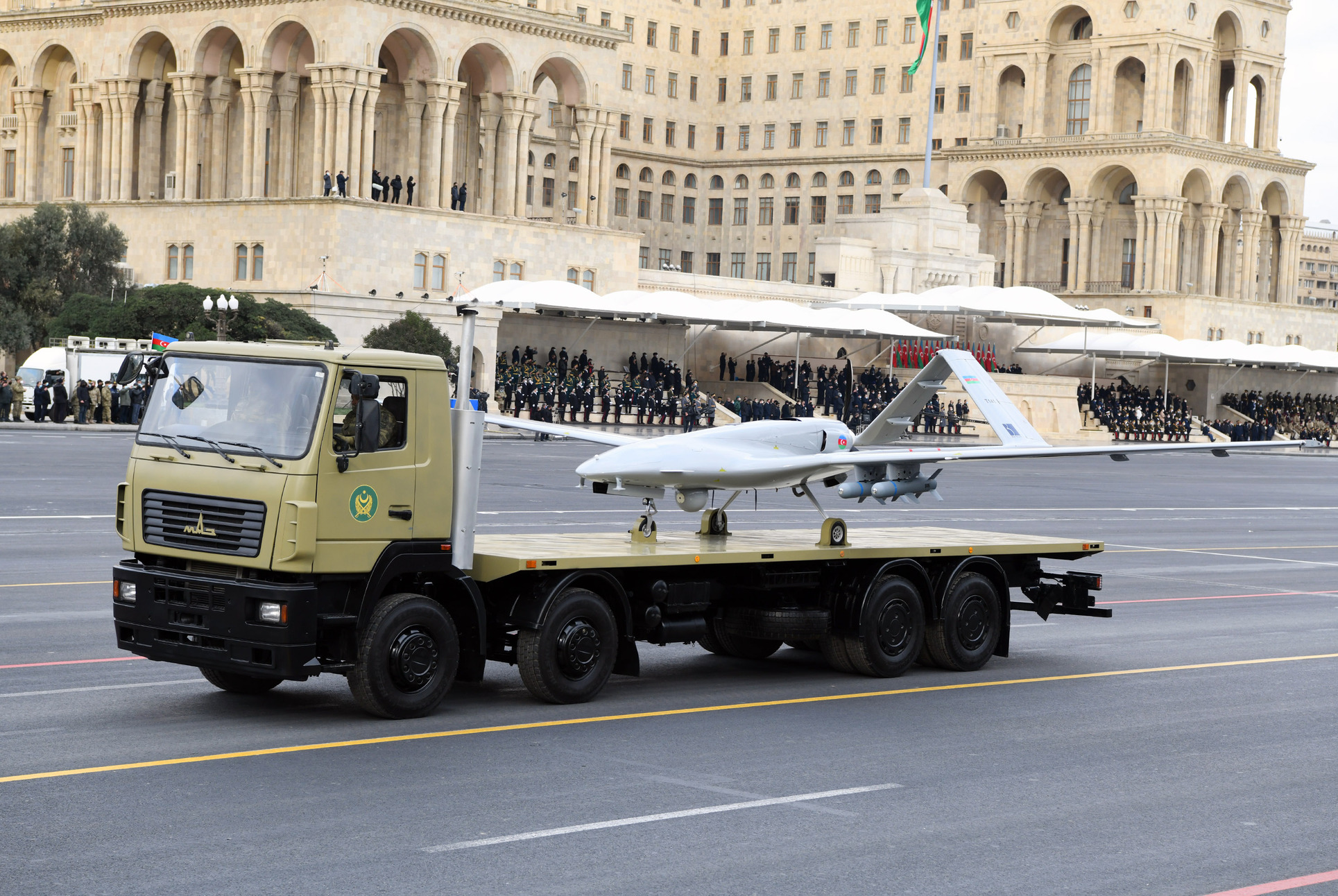
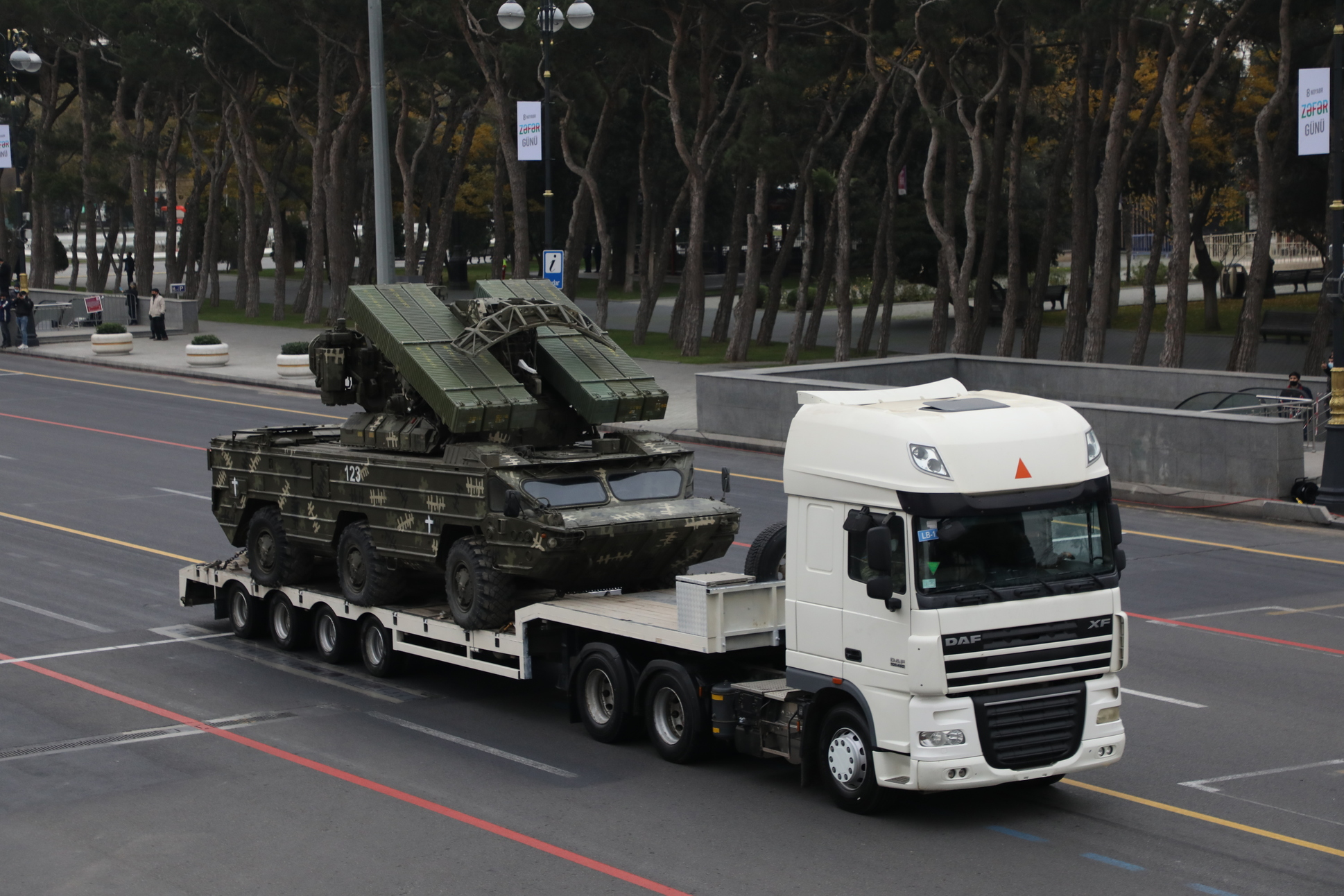
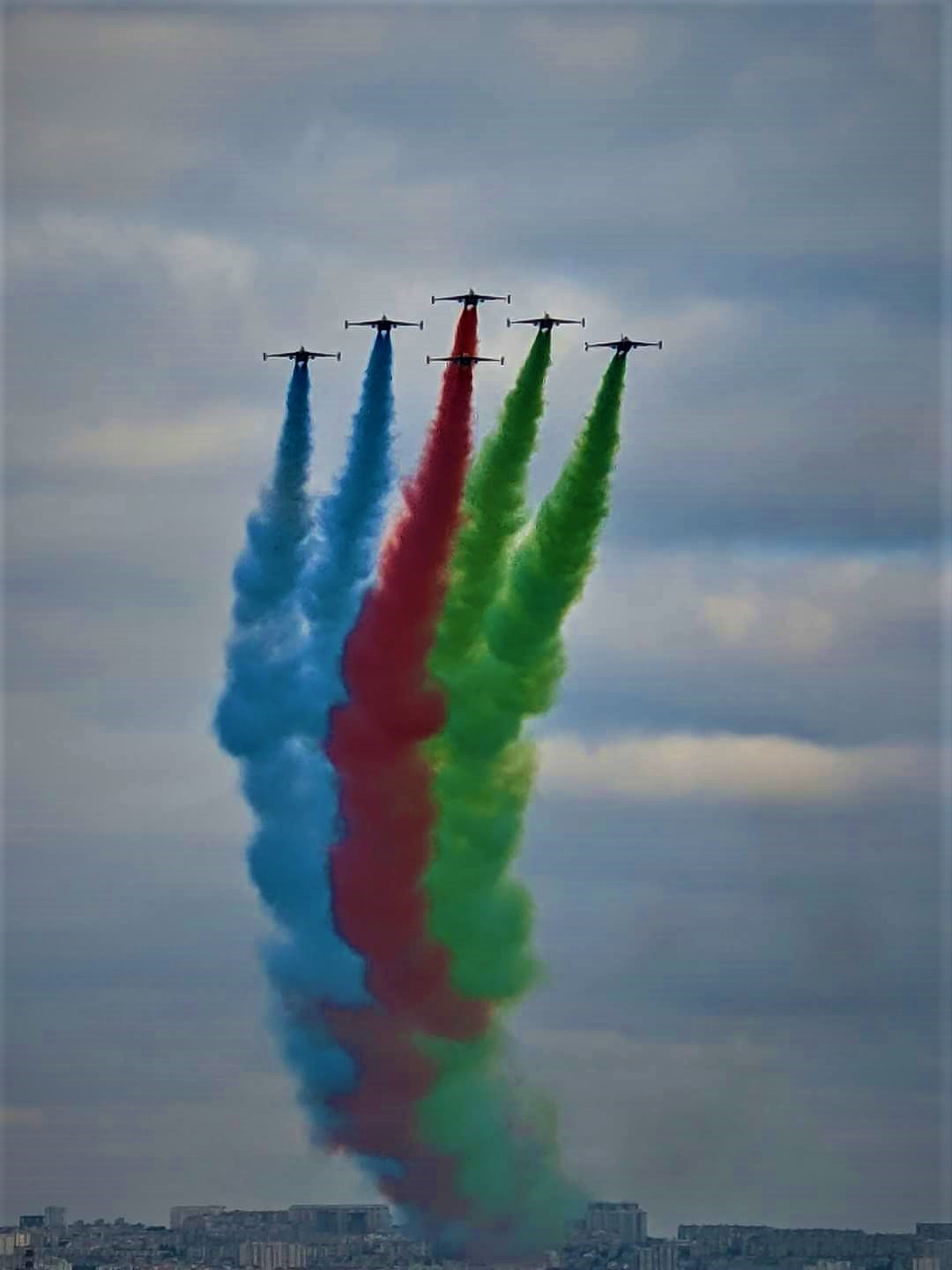
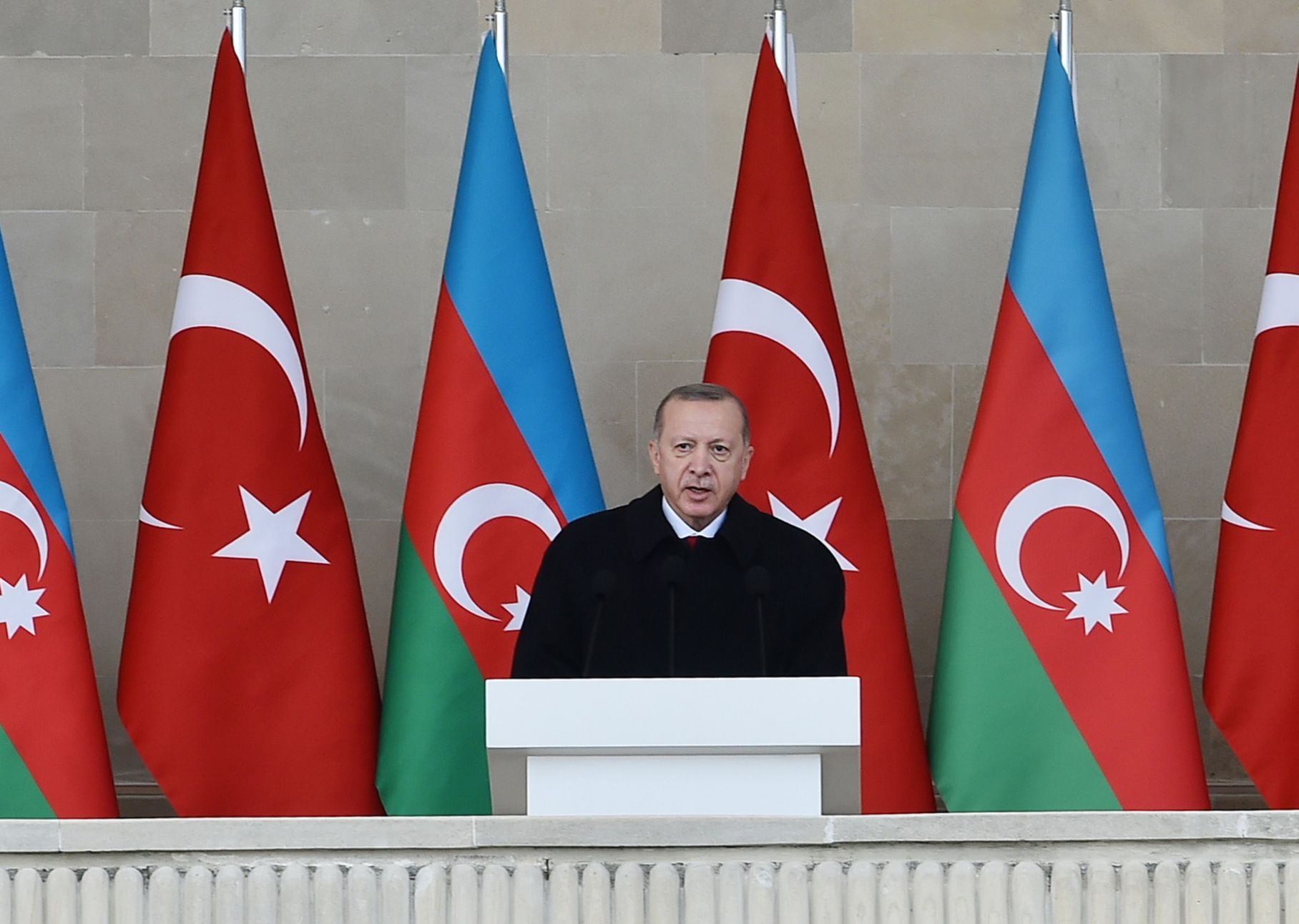
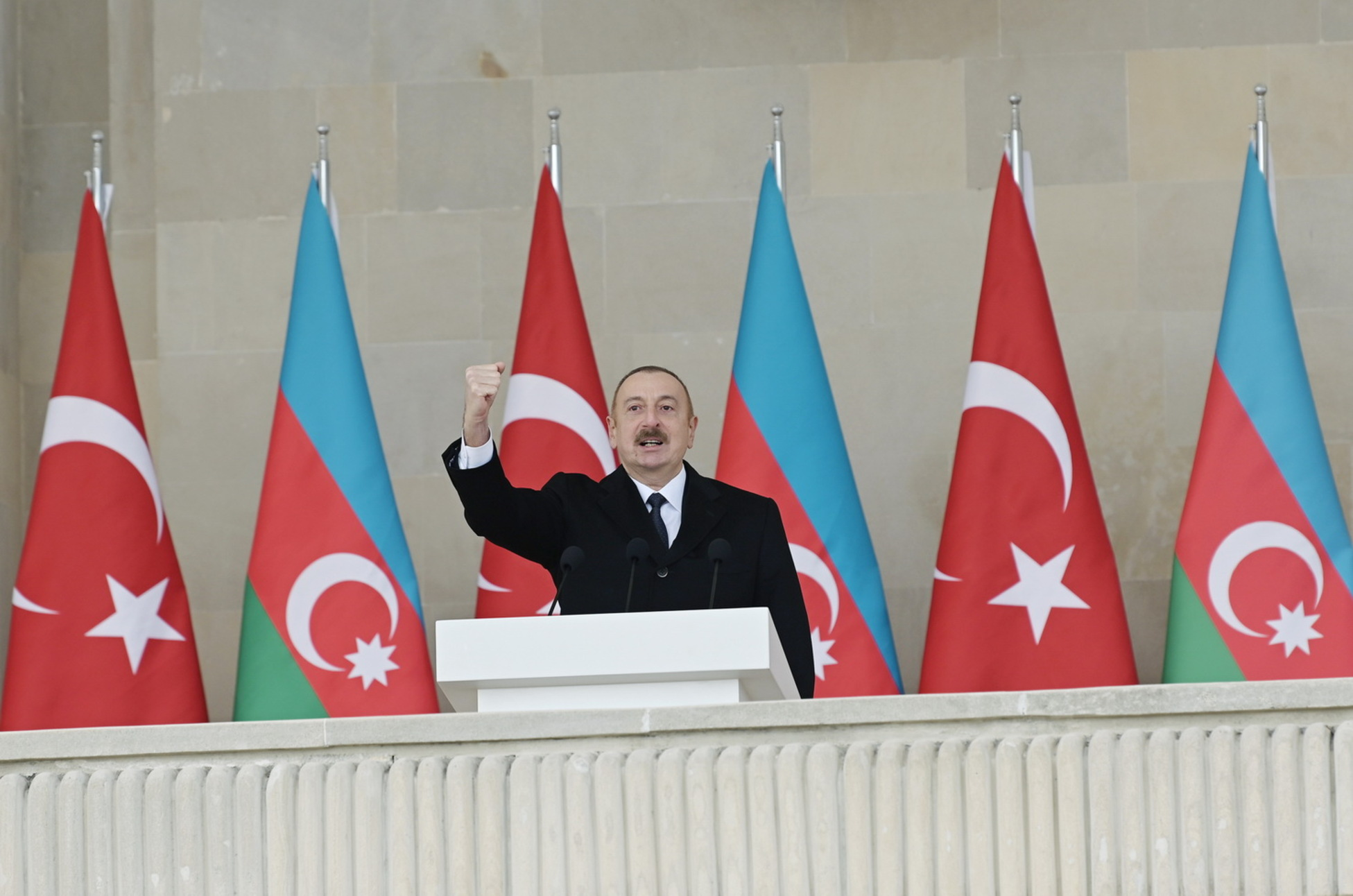
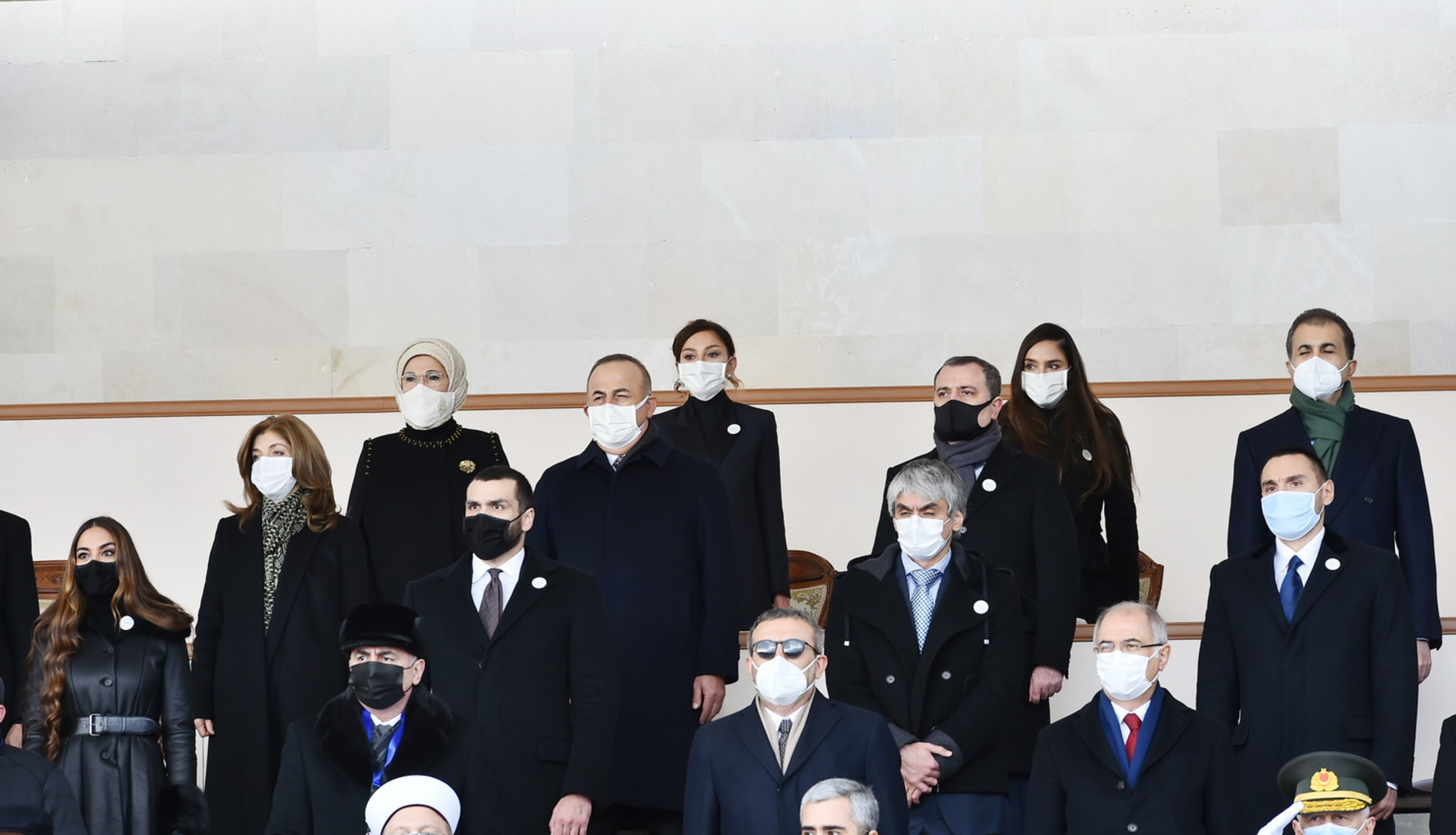